# Segunda División de España 2019-20
La Segunda División de España 2019-20 (LaLiga SmartBank por patrocinio) fue la 89.ª edición de la Segunda División de España de fútbol. El torneo lo organiza la Liga de Fútbol Profesional. En esta temporada se utilizará por primera vez el VAR.
Esta temporada llegó como debutante el C. F. Fuenlabrada.
A mediados del campeonato, durante el mes de marzo, se produjo un brote del coronavirus-2 del síndrome respiratorio agudo grave, una pandemia global vírica que llegó a Europa desde Asia. A medida que diferentes países europeos fueron registrando casos de contagio y fallecimientos, los organismos deportivos comenzaron a tomar medidas preventivas, no cesó la preocupación ni los contagios, y se dieron casos en futbolistas y directivos de diversos clubes. Ante el panorama La Liga decidió suspender la competición a la espera de nuevos acontecimientos, como ya hiciera la UEFA con la Liga de Campeones y la Liga Europa, y el CONI y la FIGC con el campeonato italiano, por citar casos de similar magnitud.

## Sistema de competición
La Segunda División de España 2019-20 está organizada por la Liga Nacional de Fútbol Profesional (LFP).
Como en temporadas precedentes, consta de un grupo único integrado por 22 clubes de toda la geografía española. Siguiendo un sistema de liga, los 22 equipos se enfrentan todos contra todos en dos ocasiones —una en campo propio y otra en campo contrario— sumando un total de 42 jornadas. El orden de los encuentros se decide por sorteo antes de empezar la competición.
La clasificación final se establece con arreglo a los puntos obtenidos en cada enfrentamiento, a razón de tres por partido ganado, uno por empatado y ninguno en caso de derrota. Si al finalizar el campeonato dos equipos igualasen a puntos, los mecanismos para desempatar la clasificación son los siguientes:
1. El que tenga una mayor diferencia entre goles a favor y en contra en los enfrentamientos entre ambos.
2. Si persiste el empate, se tendrá en cuenta la diferencia de goles a favor y en contra en todos los encuentros del campeonato.

Si el empate a puntos se produce entre tres o más clubes, los sucesivos mecanismos de desempate son los siguientes:
1. La mejor puntuación de la que a cada uno corresponda a tenor de los resultados de los partidos jugados entre sí por los clubes implicados.
2. La mayor diferencia de goles a favor y en contra, considerando únicamente los partidos jugados entre sí por los clubes implicados.
3. La mayor diferencia de goles a favor y en contra teniendo en cuenta todos los encuentros del campeonato.
4. El mayor número de goles a favor teniendo en cuenta todos los encuentros del campeonato.
5. El club mejor clasificado con arreglo a los baremos de fair play.

### Efectos de la clasificación
El equipo que más puntos sume al final del campeonato será proclamado campeón de la Liga de Segunda División y obtendrá automáticamente el ascenso a Primera División para la próxima temporada, junto con el subcampeón. Los cuatro siguientes clasificados —puestos del 3.º al 6.º, excluyendo los equipos filiales que ocupen dichas posiciones en la tabla— disputarán un play-off por eliminación directa a doble partido —ida y vuelta— cuyo vencedor final obtendrá también la promoción de categoría. Las plazas en Segunda División de los tres equipos ascendidos serán cubiertas la próxima temporada por los tres últimos clasificados, esta temporada, en Primera.
Por su parte, los cuatro últimos clasificados de Segunda División —puestos del 19.º al 22.º— serán descendidos a Segunda División B. De esta, ascenderán los cuatro ganadores de la promoción.

## Ascensos y descensos
Un total de 22 equipos disputan la liga, incluyendo quince equipos de la Segunda División de España 2018-19, cuatro ascendidos de la Segunda División B de España 2018-19 y tres descendidos de la Primera División de España 2018-19.
| Pos.  | Ascendidos a 1.ª División |
| ----- | ------------------------- |
| 1.º   | C. A. Osasuna             |
| 2.º   | Granada C. F.             |
| Prom. | R. C. D. Mallorca (5.º)   |

| Pos. | Descendidos de 1.ª División |
| ---- | --------------------------- |
| 18.º | Girona F. C.                |
| 19.º | S. D. Huesca                |
| 20.º | Rayo Vallecano              |

| Pos. | Descendidos a 2.ª División B |
| ---- | ---------------------------- |
| 19.º | Rayo Majadahonda             |
| 20.º | Gimnàstic de Tarragona       |
| 21.º | Córdoba C. F.                |
| 22.º | C.F. Reus Deportiu           |

| Pos.     | Ascendidos de 2.ª División B     |
| -------- | -------------------------------- |
| 1.º (I)  | C. F. Fuenlabrada (Campeón)      |
| 1.º (II) | Racing de Santander (Subcampeón) |
| 2.º (I)  | S. D. Ponferradina               |
| 3.º (II) | C. D. Mirandés                   |

## Equipos

### Datos de los equipos
| Equipo                 | Ciudad                     | Entrenador                  | Capitán                | Estadio                             | Af.    | Marca  | Patrocinador principal | Otros patrocinadores                                                                  | LS     |
| ---------------------- | -------------------------- | --------------------------- | ---------------------- | ----------------------------------- | ------ | ------ | ---------------------- | ------------------------------------------------------------------------------------- | ------ |
| Albacete               | Albacete                   | Lucas Alcaraz               | Álvaro Arroyo          | Carlos Belmonte                     | 18 000 | Hummel | Soliss                 |                                                                                       | 7,930  |
| Alcorcón               | Alcorcón                   | Fran Fernández              | Dani Jiménez           | Santo Domingo                       | 5 100  | Kelme  | Neev Energy            | Fire Consult                                                                          | 6,061  |
| Almería                | Almería                    | José Gomes                  | Fernando Martínez      | Estadio de los Juegos Mediterráneos | 15 274 | Adidas | Arabian Centres        | Costa de Almería                                                                      | 18,122 |
| Cádiz                  | Cádiz                      | Álvaro Cervera              | Alberto Cifuentes      | Ramón de Carranza                   | 25 033 | Adidas | Torrot                 | Puerto y Bahía                                                                        | 9,053  |
| Deportivo de La Coruña | La Coruña                  | Fernando Vázquez            | Álex Bergantiños       | Abanca-Riazor                       | 32 660 | Macron | Estrella Galicia 0,0   | Abanca, Luckia                                                                        | 11,354 |
| Elche                  | Elche                      | Pacheta                     | Nino                   | Martínez Valero                     | 33 732 | Hummel | TM Grupo Inmobiliario  |                                                                                       | 5,084  |
| Extremadura            | Almendralejo               | Manuel Mosquera             | Willy                  | Francisco de la Hera                | 11 580 | Kappa  | Destilerías Espronceda | Hyundai, Maven e Hijos                                                                | 6,155  |
| Fuenlabrada            | Fuenlabrada                | José Ramón Sandoval         | Juanma Marrero         | Fernando Torres                     | 4 600  | Joma   |                        |                                                                                       | 4,052  |
| Girona                 | Gerona                     | Francisco Rodríguez Vílchez | Àlex Granell           | Montilivi                           | 11 286 | Puma   | Marathonbet            | Costa Brava Pirineu, Bufete Rosales                                                   | 29,278 |
| Huesca                 | Huesca                     | Míchel                      | Jorge Pulido           | El Alcoraz                          | 7 638  | Kelme  | Huesca La Magia        | Bodega Sommos                                                                         | 16,324 |
| Las Palmas             | Las Palmas de Gran Canaria | Pepe Mel                    | Aythami Artiles        | Gran Canaria                        | 32 400 | Hummel | Gran Canaria           | 5 patrocinadoresKalise IOC Islas Canarias DISA beCordial                              | 12,246 |
| Lugo                   | Lugo                       | Juanfran García             | Carlos Pita            | Anxo Carro                          | 8 000  | Kappa  | Estrella Galicia 0,0   | Abanca                                                                                | 5,985  |
| Mirandés               | Miranda de Ebro            | Andoni Iraola               | Gorka Kijera           | Anduva                              | 5 759  | Adidas | Miranda Empresas       | Sernivel3                                                                             | 4,268  |
| Málaga                 | Málaga                     | Sergio Pellicer             | Adrián González        | La Rosaleda                         | 30 044 | Nike   | Tesesa                 | Benahavís, BeSoccer                                                                   | 9,905  |
| Numancia               | Soria                      | Luis Carrión                | Nacho Sánchez          | Nuevo Estadio Los Pajaritos         | 8 727  | Erreà  |                        | Caja Rural                                                                            | 5,286  |
| Ponferradina           | Ponferrada                 | Jon Pérez Bolo              | Yuri de Souza          | El Toralín                          | 8 400  | Adidas | Herrero Brigantina     | Grupo Valcarce                                                                        | 4,194  |
| Racing de Santander    | Santander                  | José Luis Oltra             | Iván Crespo            | El Sardinero                        | 22 222 | Puma   | Aldro                  | El diario Montañés                                                                    | 5,078  |
| Rayo Vallecano         | Madrid                     | Paco Jémez                  | Alberto García Cabrera | Campo de Vallecas                   | 14 790 | Kelme  | Bufete Rosales         |                                                                                       | 19,061 |
| Real Oviedo            | Oviedo                     | José Ángel Ziganda          | Saúl Berjón            | Carlos Tartiere                     | 30 500 | Adidas | Oviedo.es              | 5 patrocinadoresTartiere Auto Integra Energía William Hill Paso Honroso Halcón Viajes | 8,168  |
| Sporting de Gijón      | Gijón                      | Miroslav Đukić              | Carlos Carmona         | El Molinón                          | 30 000 | Nike   | Interwetten            | 2 patrocinadoresTernera Asturiana Air Europa                                          | 11,314 |
| Tenerife               | Santa Cruz de Tenerife     | Rubén Baraja                | Suso Santana           | Heliodoro Rodríguez López           | 24 000 | Hummel | Egatesa                | Air Europa                                                                            | 9,786  |
| Real Zaragoza          | Zaragoza                   | Víctor Fernández            | Alberto Zapater        | La Romareda                         | 33 608 | Adidas | Caravan Fragancias     | Ámbar 0,0                                                                             | 7,562  |

### Cambios de entrenadores
| Equipo                 | Entrenadores (jornadas)                                                                                                |
| ---------------------- | --- |
| Real Oviedo            | Sergio Egea (1-5) Javi Rozada (6-28) José Ángel Ziganda (29-42)                                                        |
| Deportivo de La Coruña | Juan Antonio Anquela (1-10) Luis César Sampedro (11-21) Fernando Vázquez (22-42)                                       |
| Girona F. C.           | Juan Carlos Unzué (1-12) Juan Carlos Moreno Rodríguez (13) José Luis Martí (14-36) Francisco Rodríguez Vílchez (37-42) |
| U. D. Almería          | Pedro Emanuel (1-14) Guti (15-35) Nandinho/Mário Silva (36-42) José Gomes (42-...)                                     |
| Racing de Santander    | Iván Ania (1-15) Cristóbal Parralo (16-26) José Luis Oltra (27-42)                                                     |
| C. D. Tenerife         | Aritz López Garai (1-16) Sesé Rivero (17-18) Rubén Baraja (19-42)                                                      |
| Sporting de Gijón      | José Alberto López (1-21) Miroslav Đukić (22-42)                                                                       |
| C. D. Lugo             | Eloy Jiménez (1-21) Curro Torres (22-36) Juanfran García (37-42)                                                       |
| Málaga C. F.           | Víctor Sánchez del Amo (1-22) Sergio Pellicer García (23-42)                                                           |
| Albacete               | Luis Miguel Ramis (1-26) Lucas Alcaraz (27-42)                                                                         |
| C. F. Fuenlabrada      | Mere (1-31) José Ramón Sandoval (32-42)                                                                                |

### Equipos por comunidad autónoma
| Com. Autónoma        | N.º. | Equipos                                             |
| -------------------- | ---- | --------------------------------------------------- |
| Andalucía            | 3    | U. D. Almería, Cádiz C. F. y Málaga C. F.           |
| Castilla y León      | 3    | C. D. Mirandés, C. D. Numancia y S. D. Ponferradina |
| Comunidad de Madrid  | 3    | A. D. Alcorcón, C. F. Fuenlabrada y Rayo Vallecano  |
| Aragón               | 2    | Real Zaragoza y S. D. Huesca                        |
| Asturias             | 2    | Real Oviedo y Sporting de Gijón                     |
| Galicia              | 2    | C. D. Lugo y R. C. Deportivo de La Coruña           |
| Islas Canarias       | 2    | C. D. Tenerife y U. D. Las Palmas                   |
| Cantabria            | 1    | Racing de Santander                                 |
| Castilla-La Mancha   | 1    | Albacete Balompié                                   |
| Cataluña             | 1    | Girona F. C.                                        |
| Comunidad Valenciana | 1    | Elche C. F.                                         |
| Extremadura          | 1    | Extremadura U. D.                                   |

## Justicia deportiva
Los árbitros de cada partido serán designados por una comisión creada para tal objetivo e integrada por representantes de la LFP y la RFEF. En la temporada 2019/20, los colegiados de la categoría son los siguientes (se muestra entre paréntesis su antigüedad en la categoría):
- Saúl Ais Reig (5)
- Dámaso Arcediano Monescillo (9)
- Víctor Areces Franco (6)
- Rubén Ávalos Barrera (2)
- Oliver de la Fuente Ramos (6)
- Isidro Díaz de Mera Escuderos (4)
- Jorge Figueroa Vázquez (8)
- Iosu Galech Apezteguía (1) - debutante
- Jon Ander González Esteban (1) - debutante
- Aitor Gorostegui Fernández-Ortega (4)
- Javier Iglesias Villanueva (2)
- José Antonio López Toca (3)
- Luis Mario Milla Alvendiz (8)
- Álvaro Moreno Aragón (8)
- Alejandro Muñiz Ruiz (1) - debutante
- Daniel Ocón Arráiz (9)
- Miguel Ángel Ortiz Arias (1) - debutante
- Juan Luis Pulido Santana (4)
- Gorka Sagués Oscoz (8)
- Daniel Jesús Trujillo Suárez (9)
- Santiago Varón Aceitón (3)
- Iñaki Vicandi Garrido (6)

## Clasificación
| Pos. | Equipo                     | Pts. | PJ | G  | E  | P  | GF | GC | Dif. | Notas                         |
| ---- | -------------------------- | ---- | -- | -- | -- | -- | -- | -- | ---- | ----------------------------- |
| 1    | S. D. Huesca (C, A)        | 70   | 42 | 21 | 7  | 14 | 55 | 42 | +13  | Ascenso a Primera División    |
| 2    | Cádiz C. F. (A)            | 69   | 42 | 19 | 12 | 11 | 50 | 39 | +11  | Ascenso a Primera División    |
| 3    | Real Zaragoza              | 65   | 42 | 18 | 11 | 13 | 59 | 53 | +6   | Acceso a Play-offs de ascenso |
| 4    | U. D. Almería              | 64   | 42 | 17 | 13 | 12 | 62 | 43 | +19  | Acceso a Play-offs de ascenso |
| 5    | Girona F. C.               | 63   | 42 | 17 | 12 | 13 | 48 | 43 | +5   | Acceso a Play-offs de ascenso |
| 6    | Elche C. F. (A)            | 61   | 42 | 16 | 13 | 13 | 52 | 44 | +8   | Acceso a Play-offs de ascenso |
| 7    | Rayo Vallecano             | 60   | 42 | 13 | 21 | 8  | 60 | 50 | +10  |                               |
| 8    | C. F. Fuenlabrada          | 60   | 42 | 15 | 15 | 12 | 47 | 40 | +7   |                               |
| 9    | U. D. Las Palmas           | 57   | 42 | 14 | 15 | 13 | 49 | 46 | +3   |                               |
| 10   | A. D. Alcorcón             | 57   | 42 | 13 | 18 | 11 | 52 | 50 | +2   |                               |
| 11   | C. D. Mirandés             | 56   | 42 | 13 | 17 | 12 | 55 | 59 | −4   |                               |
| 12   | C. D. Tenerife             | 55   | 42 | 14 | 13 | 15 | 50 | 46 | +4   |                               |
| 13   | Real Sporting de Gijón     | 54   | 42 | 14 | 12 | 16 | 40 | 38 | +2   |                               |
| 14   | Málaga C. F.               | 53   | 42 | 11 | 20 | 11 | 35 | 33 | +2   |                               |
| 15   | Real Oviedo                | 53   | 42 | 13 | 14 | 15 | 49 | 53 | −4   |                               |
| 16   | C. D. Lugo                 | 52   | 42 | 12 | 16 | 14 | 43 | 54 | −11  |                               |
| 17   | Albacete Balompié          | 52   | 42 | 13 | 13 | 16 | 36 | 46 | −10  |                               |
| 18   | S. D. Ponferradina         | 51   | 42 | 12 | 15 | 15 | 45 | 50 | −5   |                               |
| 19   | Deportivo de La Coruña (D) | 51   | 42 | 12 | 15 | 15 | 43 | 60 | −17  | Descenso de categoría         |
| 20   | C. D. Numancia (D)         | 50   | 42 | 13 | 11 | 18 | 45 | 53 | −8   | Descenso de categoría         |
| 21   | Extremadura U. D. (D)      | 43   | 42 | 10 | 13 | 19 | 43 | 59 | −16  | Descenso de categoría         |
| 22   | Racing de Santander (D)    | 33   | 42 | 5  | 18 | 19 | 39 | 56 | −17  | Descenso de categoría         |

Actualizado a los partidos jugados el 7 de agosto de 2020.
 Fuente: La Liga, Soccerway
Criterios de clasificación: Puntos · Enfrentamientos directos · Diferencia de goles · Goles a favor · Puntos fair-play · Play-off.

### Evolución de la clasificación
| Jornada / Equipo | 1  | 2  | 3  | 4  | 5  | 6  | 7  | 8  | 9  | 10 | 11 | 12 | 13 | 14 | 15 | 16 | 17 | 18 | 19 | 20 | 21 | 22 | 23 | 24 | 25 | 26 | 27 | 28 | 29 | 30 | 31 | 32 | 33 | 34 | 35 | 36 | 37 | 38 | 39 | 40 | 41 | 42 |
| Jornada / Equipo |    |    |    |    |    |    |    |    |    |    |    |    |    |    |    |    |    |    |    |    |    |    |    |    |    |    |    |    |    |    |    |    |    |    |    |    |    |    |    |    |    |    |
| ---------------- | -- | -- | -- | -- | -- | -- | -- | -- | -- | -- | -- | -- | -- | -- | -- | -- | -- | -- | -- | -- | -- | -- | -- | -- | -- | -- | -- | -- | -- | -- | -- | -- | -- | -- | -- | -- | -- | -- | -- | -- | -- | -- |
| Huesca           | 8  | 3  | 6  | 5  | 5  | 7  | 5  | 4  | 4  | 3  | 4  | 6  | 4  | 4  | 2  | 4  | 3  | 3  | 3  | 5  | 3  | 4  | 4  | 3  | 3  | 4  | 4  | 4  | 4  | 4  | 4  | 4  | 4  | 4  | 4  | 3  | 2  | 2  | 2  | 2  | 2  | 1  |
| Cádiz            | 2  | 1  | 1  | 1  | 1  | 2  | 2  | 1  | 1  | 1  | 1  | 1  | 1  | 1  | 1  | 1  | 1  | 1  | 1  | 1  | 1  | 1  | 1  | 2  | 1  | 1  | 1  | 1  | 1  | 1  | 1  | 1  | 1  | 1  | 1  | 1  | 1  | 1  | 1  | 1  | 1  | 2  |
| Zaragoza         | 4  | 5  | 4  | 2  | 2  | 3  | 3  | 3  | 3  | 5  | 3  | 5  | 7  | 5  | 6  | 10 | 6  | 6  | 6  | 3  | 5  | 3  | 3  | 4  | 4  | 3  | 3  | 2  | 2  | 2  | 2  | 2  | 2  | 2  | 2  | 2  | 3  | 3  | 3  | 4  | 5  | 3  |
| Almería          | 1  | 4  | 3  | 3  | 3  | 1  | 1  | 2  | 2  | 2  | 2  | 2  | 2  | 2  | 3  | 3  | 2  | 2  | 2  | 2  | 2  | 2  | 2  | 1  | 2  | 2  | 2  | 3  | 3  | 3  | 3  | 3  | 3  | 3  | 3  | 4  | 4  | 4  | 4  | 3  | 3  | 4  |
| Girona           | 11 | 18 | 10 | 6  | 9  | 14 | 10 | 13 | 7  | 6  | 8  | 11 | 13 | 10 | 7  | 8  | 5  | 5  | 5  | 6  | 9  | 11 | 6  | 7  | 8  | 6  | 5  | 5  | 5  | 5  | 5  | 5  | 5  | 6  | 5  | 5  | 5  | 5  | 5  | 5  | 4  | 5  |
| Elche            | 21 | 10 | 13 | 15 | 8  | 10 | 12 | 6  | 12 | 12 | 9  | 10 | 14 | 12 | 9  | 11 | 10 | 7  | 7  | 9  | 8  | 7  | 10 | 9  | 6  | 5  | 6  | 6  | 6  | 6  | 6  | 6  | 7  | 5  | 6  | 6  | 6  | 6  | 7  | 6  | 7  | 6  |
| Rayo             | 10 | 12 | 7  | 11 | 6  | 6  | 9  | 8  | 9  | 10 | 7  | 4  | 6  | 11 | 12 | 12 | 14 | 14 | 13 | 15 | 14 | 12 | 11 | 12 | 11 | 12 | 11 | 12 | 7  | 9  | 7  | 8  | 8  | 7  | 7  | 9  | 8  | 7  | 6  | 8  | 8  | 7  |
| Fuenlabrada      | 3  | 2  | 2  | 4  | 4  | 5  | 4  | 5  | 5  | 4  | 6  | 3  | 3  | 3  | 4  | 2  | 4  | 4  | 4  | 4  | 4  | 5  | 5  | 5  | 5  | 8  | 7  | 8  | 8  | 10 | 13 | 10 | 12 | 12 | 11 | 13 | 9  | 10 | 8  | 7  | 6  | 8  |
| L. Palmas        | 18 | 20 | 17 | 17 | 19 | 17 | 19 | 14 | 11 | 8  | 5  | 8  | 10 | 13 | 13 | 15 | 13 | 11 | 8  | 7  | 7  | 6  | 8  | 8  | 9  | 10 | 12 | 13 | 15 | 14 | 15 | 14 | 13 | 13 | 14 | 14 | 14 | 12 | 13 | 12 | 13 | 9  |
| Alcorcón         | 6  | 7  | 5  | 7  | 10 | 4  | 7  | 10 | 10 | 14 | 11 | 9  | 12 | 9  | 11 | 7  | 7  | 10 | 11 | 13 | 12 | 13 | 13 | 13 | 12 | 13 | 13 | 10 | 10 | 7  | 10 | 9  | 10 | 11 | 9  | 7  | 7  | 9  | 11 | 11 | 12 | 10 |
| Mirandés         | 9  | 15 | 22 | 13 | 16 | 20 | 20 | 20 | 20 | 21 | 17 | 15 | 15 | 16 | 15 | 13 | 11 | 12 | 12 | 10 | 10 | 9  | 9  | 10 | 10 | 11 | 10 | 9  | 12 | 11 | 8  | 7  | 6  | 8  | 10 | 10 | 12 | 13 | 10 | 13 | 9  | 11 |
| Tenerife         | 20 | 9  | 16 | 16 | 11 | 11 | 14 | 9  | 14 | 16 | 15 | 19 | 17 | 17 | 18 | 18 | 16 | 17 | 19 | 19 | 20 | 18 | 18 | 17 | 18 | 16 | 15 | 17 | 16 | 16 | 12 | 13 | 14 | 14 | 12 | 8  | 10 | 8  | 9  | 9  | 10 | 12 |
| Sporting         | 12 | 13 | 8  | 10 | 14 | 15 | 15 | 15 | 13 | 15 | 16 | 14 | 11 | 14 | 16 | 16 | 17 | 16 | 15 | 14 | 15 | 15 | 14 | 14 | 14 | 14 | 16 | 14 | 11 | 15 | 9  | 11 | 9  | 10 | 13 | 11 | 11 | 11 | 12 | 10 | 11 | 13 |
| Málaga           | 7  | 6  | 11 | 13 | 16 | 16 | 17 | 18 | 19 | 19 | 21 | 20 | 16 | 19 | 17 | 19 | 19 | 19 | 18 | 16 | 16 | 16 | 16 | 16 | 15 | 17 | 17 | 15 | 14 | 13 | 14 | 15 | 15 | 15 | 15 | 15 | 15 | 16 | 14 | 15 | 15 | 14 |
| Oviedo           | 15 | 16 | 20 | 22 | 22 | 22 | 22 | 22 | 22 | 22 | 18 | 16 | 18 | 18 | 19 | 20 | 21 | 18 | 17 | 17 | 17 | 17 | 17 | 19 | 19 | 18 | 18 | 19 | 21 | 20 | 17 | 18 | 20 | 16 | 16 | 19 | 17 | 19 | 17 | 14 | 14 | 15 |
| Lugo             | 13 | 14 | 19 | 18 | 12 | 13 | 13 | 16 | 17 | 17 | 19 | 18 | 20 | 15 | 14 | 14 | 15 | 15 | 18 | 18 | 18 | 20 | 20 | 18 | 20 | 21 | 21 | 20 | 19 | 19 | 20 | 17 | 18 | 20 | 20 | 20 | 20 | 20 | 19 | 19 | 17 | 16 |
| Albacete         | 22 | 11 | 15 | 8  | 15 | 8  | 6  | 7  | 8  | 7  | 10 | 7  | 5  | 6  | 10 | 6  | 9  | 9  | 9  | 12 | 13 | 14 | 15 | 15 | 16 | 19 | 19 | 18 | 18 | 18 | 18 | 20 | 17 | 17 | 18 | 17 | 18 | 17 | 18 | 20 | 18 | 17 |
| Ponferradina     | 19 | 21 | 9  | 9  | 13 | 12 | 8  | 11 | 15 | 11 | 12 | 12 | 8  | 7  | 8  | 9  | 12 | 13 | 14 | 11 | 11 | 10 | 12 | 11 | 13 | 9  | 9  | 11 | 13 | 8  | 11 | 12 | 11 | 9  | 8  | 12 | 13 | 14 | 15 | 16 | 16 | 18 |
| Deportivo        | 5  | 8  | 14 | 19 | 18 | 20 | 18 | 19 | 21 | 20 | 22 | 22 | 22 | 22 | 22 | 22 | 22 | 22 | 22 | 22 | 22 | 22 | 21 | 20 | 17 | 15 | 14 | 16 | 17 | 17 | 19 | 19 | 19 | 18 | 17 | 16 | 16 | 15 | 16 | 17 | 19 | 19 |
| Numancia         | 16 | 22 | 12 | 12 | 7  | 9  | 11 | 12 | 6  | 9  | 13 | 13 | 9  | 8  | 5  | 5  | 8  | 8  | 10 | 8  | 6  | 8  | 7  | 6  | 7  | 7  | 8  | 7  | 9  | 12 | 16 | 16 | 16 | 19 | 19 | 18 | 19 | 18 | 20 | 18 | 20 | 20 |
| Extremadura      | 14 | 17 | 21 | 21 | 21 | 21 | 21 | 21 | 16 | 13 | 14 | 17 | 19 | 20 | 20 | 17 | 20 | 21 | 21 | 20 | 19 | 19 | 19 | 21 | 21 | 20 | 20 | 21 | 20 | 21 | 21 | 21 | 21 | 21 | 21 | 21 | 21 | 21 | 21 | 21 | 21 | 21 |
| Racing           | 17 | 19 | 18 | 20 | 20 | 18 | 16 | 17 | 18 | 18 | 20 | 21 | 21 | 21 | 21 | 21 | 18 | 20 | 20 | 21 | 21 | 21 | 22 | 22 | 22 | 22 | 22 | 22 | 22 | 22 | 22 | 22 | 22 | 22 | 22 | 22 | 22 | 22 | 22 | 22 | 22 | 22 |

## Resultados
| Jornada 1                    | Jornada 1 | Jornada 1              | Jornada 1                           | Jornada 1    | Jornada 1 | Jornada 1    | Jornada 1                   | Jornada 1  | Jornada 1 |
| Local                        | Resultado | Visitante              | Estadio                             | Fecha        | Hora      | Espectadores | Árbitro                     | Amonestado | Expulsado |
| ---------------------------- | --------- | ---------------------- | ----------------------------------- | ------------ | --------- | ------------ | --------------------------- | ---------- | --------- |
| C. D. Lugo                   | 0 – 0     | Extremadura U. D.      | Anxo Carro                          | 17 de agosto | 18:00     | 2.841        | Areces Franco               | 2          | 0         |
| Racing de Santander          | 0 – 1     | Málaga C. F.           | El Sardinero                        | 17 de agosto | 18:00     | 12.516       | Gorostegui Fernández-Ortega | 5          | 0         |
| U. D. Almería                | 3 – 0     | Albacete Balompié      | Estadio de los Juegos Mediterráneos | 17 de agosto | 19:00     | 7.395        | Ais Reig                    | 2          | 0         |
| Elche C. F.                  | 0 – 2     | C. F. Fuenlabrada      | Martínez Valero                     | 17 de agosto | 20:30     | 9.128        | González Esteban            | 5          | 0         |
| Rayo Vallecano               | 2 – 2     | C. D. Mirandés         | Vallecas                            | 17 de agosto | 21:00     | 6.020        | Pulido Santana              | 4          | 1         |
| Real Zaragoza                | 2 – 0     | C. D. Tenerife         | La Romareda                         | 17 de agosto | 21:00     | 17.415       | Arcediano Monescillo        | 4          | 0         |
| R. C. Deportivo de La Coruña | 3 – 2     | Real Oviedo            | Riazor                              | 18 de agosto | 18:00     | 20.534       | Ocón Arráiz                 | 3          | 0         |
| C. D. Numancia               | 0 – 1     | A. D. Alcorcón         | Los Pajaritos                       | 18 de agosto | 18:00     | 3.128        | Muñiz Ruiz                  | 8          | 0         |
| Girona F. C.                 | 1 – 1     | Real Sporting de Gijón | Montilivi                           | 18 de agosto | 18:30     | 8.156        | Trujillo Suárez             | 3          | 1         |
| Cádiz C. F.                  | 3 – 1     | S. D. Ponferradina     | Ramón de Carranza                   | 18 de agosto | 20:00     | 15.009       | Moreno Aragón               | 3          | 1         |
| U. D. Las Palmas             | 0 – 1     | S. D. Huesca           | Gran Canaria                        | 18 de agosto | 20:00     | 10.427       | Figueroa Vázquez            | 6          | 0         |

| Jornada 2           | Jornada 2 | Jornada 2                    | Jornada 2                 | Jornada 2    | Jornada 2 | Jornada 2    | Jornada 2              | Jornada 2  | Jornada 2 |
| Local               | Resultado | Visitante                    | Estadio                   | Fecha        | Hora      | Espectadores | Árbitro                | Amonestado | Expulsado |
| ------------------- | --------- | ---------------------------- | ------------------------- | ------------ | --------- | ------------ | ---------------------- | ---------- | --------- |
| Albacete Balompié   | 1 – 0     | Girona F. C.                 | Carlos Belmonte           | 23 de agosto | 22:00     | 8.292        | Varón Aceitón          | 5          | 0         |
| Racing de Santander | 1 – 1     | U. D. Almería                | El Sardinero              | 24 de agosto | 18:00     | 11.402       | De la Fuente Ramos     | 4          | 0         |
| Real Oviedo         | 1 – 1     | C. D. Lugo                   | Carlos Tartiere           | 24 de agosto | 18:00     | 11.408       | López Toca             | 7          | 0         |
| C. D. Mirandés      | 1 – 2     | Cádiz C. F.                  | Municipal de Anduva       | 24 de agosto | 19:00     | 2.943        | Galech Apezteguía      | 5          | 1         |
| A. D. Alcorcón      | 1 – 2     | Elche C. F.                  | Santo Domingo             | 24 de agosto | 20:00     | 1.992        | Milla Alvendiz         | 6          | 0         |
| Málaga C. F.        | 1 – 1     | U. D. Las Palmas             | La Rosaleda               | 24 de agosto | 21:00     | 17.612       | Sagués Oscoz           | 5          | 0         |
| Sporting            | 1 – 1     | Rayo Vallecano               | El Molinón                | 25 de agosto | 18:00     | 21.494       | Vicandi Garrido        | 10         | 1         |
| S. D. Ponferradina  | 1 – 1     | Real Zaragoza                | El Toralín                | 25 de agosto | 18:00     | 5.684        | Iglesias Villanueva    | 3          | 0         |
| S. D. Huesca        | 3 – 1     | R. C. Deportivo de La Coruña | El Alcoraz                | 25 de agosto | 19:00     | 6.000        | Díaz de Mera Escuderos | 3          | 0         |
| C. D. Tenerife      | 3 – 2     | C. D. Numancia               | Heliodoro Rodríguez López | 25 de agosto | 20:00     | 10.478       | Ortiz Arias            | 3          | 0         |
| Extremadura U. D.   | 1 – 2     | C. F. Fuenlabrada            | Francisco de la Hera      | 25 de agosto | 21:00     | 6.422        | Ávalos Barrera         | 5          | 0         |

| Jornada 3          | Jornada 3 | Jornada 3                    | Jornada 3                           | Jornada 3       | Jornada 3 | Jornada 3    | Jornada 3                   | Jornada 3  | Jornada 3 |
| Local              | Resultado | Visitante                    | Estadio                             | Fecha           | Hora      | Espectadores | Árbitro                     | Amonestado | Expulsado |
| ------------------ | --------- | ---------------------------- | ----------------------------------- | --------------- | --------- | ------------ | --------------------------- | ---------- | --------- |
| Real Zaragoza      | 1 – 0     | Elche C. F.                  | La Romareda                         | 30 de agosto    | 22:00     | 22.767       | Areces Franco               | 5          | 0         |
| C. F. Fuenlabrada  | 2 - 1     | Real Oviedo                  | Fernando Torres                     | 31 de agosto    | 18:00     | 5.320        | Muñiz Ruiz                  | 1          | 1         |
| C. D. Numancia     | 2 – 0     | C. D. Mirandés               | Los Pajaritos                       | 31 de agosto    | 18:00     | 3.073        | Figueroa Vázquez            | 2          | 0         |
| U. D. Almería      | 1 – 0     | S. D. Huesca                 | Estadio de los Juegos Mediterráneos | 31 de agosto    | 20:00     | 9.542        | Arcediano Monescillo        | 4          | 0         |
| U. D. Las Palmas   | 2 – 2     | Racing de Santander          | Gran Canaria                        | 31 de agosto    | 21:00     | 12.839       | Moreno Aragón               | 7          | 1         |
| C. D. Lugo         | 2 – 4     | A. D. Alcorcón               | Anxo Carro                          | 1 de septiembre | 18:00     | 3.027        | González Esteban            | 5          | 0         |
| Rayo Vallecano     | 3 – 1     | R. C. Deportivo de La Coruña | Vallecas                            | 1 de septiembre | 18:00     | 8.990        | Trujillo Suárez             | 2          | 0         |
| Sporting           | 2 – 0     | Albacete Balompié            | El Molinón                          | 1 de septiembre | 18:00     | 19.590       | Ocón Arráiz                 | 5          | 0         |
| Girona C. F.       | 1 – 0     | Málaga C. F.                 | Montilivi                           | 1 de septiembre | 19:00     | 8.765        | Pulido Santana              | 6          | 0         |
| S. D. Ponferradina | 4 – 0     | C. D. Tenereife              | El Toralín                          | 1 de septiembre | 20:00     | 5.548        | Ais Reig                    | 5          | 0         |
| Cádiz C. F.        | 2 – 1     | Extremadura U. D.            | Ramón de Carranza                   | 1 de septiembre | 21:00     | 15.415       | Gorostegui Fernández-Ortega | 5          | 0         |

| Jornada 4                    | Jornada 4 | Jornada 4          | Jornada 4                 | Jornada 4       | Jornada 4 | Jornada 4    | Jornada 4           | Jornada 4  | Jornada 4 |
| Local                        | Resultado | Visitante          | Estadio                   | Fecha           | Hora      | Espectadores | Árbitro             | Amonestado | Expulsado |
| ---------------------------- | --------- | ------------------ | ------------------------- | --------------- | --------- | ------------ | ------------------- | ---------- | --------- |
| Racing de Santander          | 1 – 2     | Cádiz C. F.        | El Sardinero              | 6 de septiembre | 21:00     | 10.390       | Iglesias Villanueva | 7          | 0         |
| R. C. Deportivo de La Coruña | 0 – 1     | Albacete Balompié  | Riazor                    | 7 de septiembre | 16:00     | 15.136       | Milla Alvendiz      | 6          | 0         |
| Málaga C. F.                 | 0 – 1     | U. D. Almería      | La Rosaleda               | 7 de septiembre | 18:00     | 18.068       | Ávalos Barrera      | 8          | 0         |
| Extremadura U. D.            | 0 – 0     | C. D. Numancia     | Francisco de la Hera      | 7 de septiembre | 20:00     | 5.596        | Vicandi Garrido     | 5          | 0         |
| C. F. Fuenlabrada            | 1 – 1     | S. D. Ponferradina | Fernando Torres           | 7 de septiembre | 20:00     | 5.304        | Galech Apezteguía   | 4          | 0         |
| C. D. Tenerife               | 0 – 0     | U. D. Las Palmas   | Heliodoro Rodríguez López | 7 de septiembre | 21:00     | 18.000       | De Mera Escuderos   | 8          | 0         |
| S. D. Huesca                 | 1 – 0     | Sporting           | El Alcoraz                | 8 de septiembre | 12:00     | 6.438        | López Toca          | 6          | 0         |
| Girona C. F.                 | 3 – 1     | Rayo Vallecano     | Montilivi                 | 8 de septiembre | 16:00     | 8.608        | Sagués Oscoz        | 5          | 0         |
| Elche C. F.                  | 1 – 1     | C. D. Lugo         | Martínez Valero           | 8 de septiembre | 18:00     | 10.035       | Varón Aceitón       | 6          | 0         |
| C. D. Mirandés               | 2 – 1     | Real Oviedo        | Municipal de Anduva       | 8 de septiembre | 18:00     | 3.574        | Ortiz Arias         | 2          | 1         |
| A. D. Alcorcón               | 0 – 3     | Real Zaragoza      | Santo Domingo             | 8 de septiembre | 18:30     | 3.436        | De la Fuente Ramos  | 3          | 0         |

| Jornada 5          | Jornada 5 | Jornada 5                    | Jornada 5           | Jornada 5        | Jornada 5 | Jornada 5    | Jornada 5            | Jornada 5  | Jornada 5 |
| Local              | Resultado | Visitante                    | Estadio             | Fecha            | Hora      | Espectadores | Árbitro              | Amonestado | Expulsado |
| ------------------ | --------- | ---------------------------- | ------------------- | ---------------- | --------- | ------------ | -------------------- | ---------- | --------- |
| Rayo Vallecano     | 2 – 0     | Racing de Santander          | Vallecas            | 13 de septiembre | 21:00     | 9.649        | Muñiz Ruiz           | 6          | 0         |
| C. D. Mirandés     | 1 – 1     | Málaga C. F.                 | Municipal de Anduva | 14 de septiembre | 16:00     | 2.812        | Areces Franco        | 5          | 0         |
| C. D. Numancia     | 1 – 0     | S. D. Huesca                 | Los Pajaritos       | 14 de septiembre | 16:00     | 4.035        | Trujillo Suárez      | 5          | 0         |
| U. D. Las Palmas   | 0 – 3     | U. D. Almería                | Gran Canaria        | 14 de septiembre | 18:30     | 10.077       | Fernández-Ortega     | 7          | 0         |
| Cádiz C. F.        | 2 – 0     | Girona F. C.                 | Ramón de Carranza   | 14 de septiembre | 20:30     | 15.535       | Ocón Arráiz          | 5          | 0         |
| S. D. Ponferradina | 1 – 1     | A. D. Alcorcón               | El Toralín          | 14 de septiembre | 20:30     | 5.192        | Arcediano Monescillo | 6          | 0         |
| Albacete Balompié  | 0 – 4     | C. D. Tenerife               | Carlos Belmonte     | 15 de septiembre | 12:00     | 7.785        | Moreno Aragón        | 9          | 0         |
| Real Oviedo        | 0 – 2     | Elche C. F.                  | Carlos Tartiere     | 15 de septiembre | 16:00     | 11.263       | Figueroa Vázquez     | 4          | 1         |
| Real Zaragoza      | 3 – 1     | Extremadura U. D.            | La Romareda         | 15 de septiembre | 18:00     | 25.798       | González Esteban     | 2          | 0         |
| C. D. Lugo         | 2 – 0     | C. F. Fuenlabrada            | Anxo Carro          | 15 de septiembre | 20:00     | 2.915        | Ais Reig             | 5          | 0         |
| Sporting           | 1 – 1     | R. C. Deportivo de La Coruña | El Molinón          | 15 de septiembre | 21:00     | 18.570       | Pulido Santana       | 8          | 0         |

| Jornada 6                    | Jornada 6 | Jornada 6          | Jornada 6                           | Jornada 6        | Jornada 6 | Jornada 6    | Jornada 6           | Jornada 6  | Jornada 6 |
| Local                        | Resultado | Visitante          | Estadio                             | Fecha            | Hora      | Espectadores | Árbitro             | Amonestado | Expulsado |
| ---------------------------- | --------- | ------------------ | ----------------------------------- | ---------------- | --------- | ------------ | ------------------- | ---------- | --------- |
| U. D. Almería                | 3 – 1     | Girona F. C.       | Estadio de los Juegos Mediterráneos | 17 de septiembre | 19:00     | 11.034       | López Toca          | 7          | 0         |
| Málaga C. F.                 | 1 – 1     | Rayo Vallecano     | La Rosaleda                         | 17 de septiembre | 19:00     | 13.616       | De Mera Escuderos   | 4          | 0         |
| Racing de Santander          | 4 – 0     | C. D. Mirandés     | El Sardinero                        | 17 de septiembre | 19:00     | 12.304       | Vicandi Garrido     | 5          | 0         |
| A. D. Alcorcón               | 3 – 0     | Cádiz C. F.        | Santo Domingo                       | 17 de septiembre | 21:00     | 2.555        | Sagués Oscoz        | 11         | 1         |
| S. D. Huesca                 | 0 – 1     | Albacete Balompié  | El Alcoraz                          | 18 de septiembre | 19:00     | 6.348        | Ávalos Barrera      | 8          | 0         |
| C. D. Lugo                   | 2 – 2     | S. D. Ponferradina | Anxo Carro                          | 18 de septiembre | 19:00     | 3.702        | Ortiz Arias         | 6          | 0         |
| R. C. Deportivo de La Coruña | 3 – 3     | C. D. Numancia     | Riazor                              | 18 de septiembre | 21:00     | 13.856       | Varón Aceitón       | 1          | 1         |
| Elche C. F.                  | 1 – 1     | C. D. Tenerife     | Martínez Valero                     | 19 de septiembre | 19:00     | 8.138        | Iglesias Villanueva | 2          | 0         |
| Real Oviedo                  | 1 – 1     | Extremadura U. D.  | Carlos Tartiere                     | 19 de septiembre | 19:00     | 10.413       | Galech Apezteguía   | 7          | 0         |
| U. D. Las Palmas             | 1 – 0     | Sporting           | Gran Canaria                        | 19 de septiembre | 22:00     | 5.699        | De la Fuente Ramos  | 9          | 0         |
| C. F. Fuenlabrada            | 2 – 1     | Real Zaragoza      | Fernando Torres                     | 16 de octubre    | 21:00     | 5.214        | Milla Alvendiz      | 8          | 0         |

| Jornada 7          | Jornada 7 | Jornada 7                    | Jornada 7                 | Jornada 7        | Jornada 7 | Jornada 7    | Jornada 7            | Jornada 7  | Jornada 7 |
| Local              | Resultado | Visitante                    | Estadio                   | Fecha            | Hora      | Espectadores | Árbitro              | Amonestado | Expulsado |
| ------------------ | --------- | ---------------------------- | ------------------------- | ---------------- | --------- | ------------ | -------------------- | ---------- | --------- |
| C. D. Mirandés     | 2 – 2     | A. D. Alcorcón               | Municipal de Anduva       | 20 de septiembre | 21:00     | 2.614        | López Toca           | 7          | 0         |
| Cádiz C. F.        | 0 – 0     | R. C. Deportivo de La Coruña | Ramón de Carranza         | 21 de septiembre | 16:00     | 16.133       | Arcediano Monescillo | 4          | 0         |
| Real Zaragoza      | 0 – 0     | C. D. Lugo                   | La Romareda               | 21 de septiembre | 18:00     | 24.721       | Areces Franco        | 5          | 0         |
| Rayo Vallecano     | 1 – 1     | U. D. Almería                | Vallecas                  | 21 de septiembre | 20:00     | 8.914        | Ocón Arráiz          | 2          | 0         |
| Albacete Balompié  | 1 – 0     | Málaga C. F.                 | Carlos Belmonte           | 21 de septiembre | 20:30     | 8.110        | Trujillo Suárez      | 4          | 0         |
| S. D. Ponferradina | 2 – 1     | Real Oviedo                  | El Toralín                | 22 de septiembre | 12:00     | 6.535        | Ávalos Barrera       | 5          | 0         |
| Girona C. F.       | 1 – 0     | U. D. Las Palmas             | Montilivi                 | 22 de septiembre | 16:00     | 8.247        | Muñiz Ruiz           | 3          | 0         |
| C. D. Numancia     | 1 – 1     | Elche C. F.                  | Los Pajaritos             | 22 de septiembre | 18:00     | 3.082        | Moreno Aragón        | 3          | 1         |
| Sporting           | 1 – 1     | Racing de Santander          | El Molinón                | 22 de septiembre | 18:00     | 22.072       | Fernández-Ortega     | 7          | 0         |
| Extremadura U. D.  | 0 – 1     | S. D. Huesca                 | Francisco de la Hera      | 22 de septiembre | 20:00     | 6.278        | Pulido Santana       | 5          | 0         |
| C. D. Tenerife     | 0 – 1     | C. F. Fuenlabrada            | Heliodoro Rodríguez López | 22 de septiembre | 20:00     | 11.291       | Figueroa Vázquez     | 7          | 0         |

| Jornada 8                    | Jornada 8 | Jornada 8          | Jornada 8                           | Jornada 8        | Jornada 8 | Jornada 8    | Jornada 8            | Jornada 8  | Jornada 8 |
| Local                        | Resultado | Visitante          | Estadio                             | Fecha            | Hora      | Espectadores | Árbitro              | Amonestado | Expulsado |
| ---------------------------- | --------- | ------------------ | ----------------------------------- | ---------------- | --------- | ------------ | -------------------- | ---------- | --------- |
| U. D. Las Palmas             | 3 – 2     | Albacete Balompié  | Gran Canaria                        | 27 de septiembre | 21:00     | 9.396        | Sagués Oscoz         | 8          | 0         |
| C. F. Fuenlabrada            | 2 – 2     | Rayo Vallecano     | Fernando Torres                     | 28 de septiembre | 16:00     | 5.320        | Iglesias Villanueva  | 7          | 0         |
| A. D. Alcorcón               | 0 – 2     | Extremadura U. D.  | Santo Domingo                       | 28 de septiembre | 18:00     | 2.747        | Varón Aceitón        | 7          | 0         |
| S. D. Huesca                 | 1 – 0     | Girona F. C.       | El Alcoraz                          | 28 de septiembre | 18:00     | 6.586        | Fuente Ramos         | 7          | 0         |
| Elche C. F.                  | 1 – 0     | S. D. Ponferradina | Martínez Valero                     | 28 de septiembre | 20:00     | 8.227        | Vicandi Garrido      | 8          | 0         |
| Racing de Santander          | 0 – 0     | C. D. Numancia     | El Sardinero                        | 28 de septiembre | 20:00     | 12.534       | Galech Apezteguía    | 4          | 0         |
| Málaga C. F.                 | 0 – 0     | Sporting           | La Rosaleda                         | 29 de septiembre | 12:00     | 15.272       | Arcediano Monescillo | 3          | 0         |
| U. D. Almería                | 1 – 2     | Cádiz C. F.        | Estadio de los Juegos Mediterráneos | 29 de septiembre | 16:30     | 13.082       | Trujillo Suárez      | 3          | 1         |
| Real Oviedo                  | 2 – 2     | Real Zaragoza      | Carlos Tartiere                     | 29 de septiembre | 18:30     | 12.493       | Mera Escuderos       | 5          | 0         |
| R. C. Deportivo de La Coruña | 1 – 1     | C. D. Mirandés     | Riazor                              | 29 de septiembre | 21:00     | 13.409       | Ortiz Arias          | 3          | 0         |
| C. D. Lugo                   | 1 – 4     | C. D. Tenerife     | Anxo Carro                          | 29 de septiembre | 21:00     | 2.687        | Milla Alvendiz       | 4          | 0         |

| Jornada 9          | Jornada 9 | Jornada 9                    | Jornada 9                 | Jornada 9    | Jornada 9 | Jornada 9    | Jornada 9           | Jornada 9  | Jornada 9 |
| Local              | Resultado | Visitante                    | Estadio                   | Fecha        | Hora      | Espectadores | Árbitro             | Amonestado | Expulsado |
| ------------------ | --------- | ---------------------------- | ------------------------- | ------------ | --------- | ------------ | ------------------- | ---------- | --------- |
| Albacete Balompié  | 0 – 0     | Racing de Santander          | Carlos Belmonte           | 1 de octubre | 19:00     | 7.891        | Areces Franco       | 7          | 0         |
| Extremadura U. D.  | 2 – 0     | Elche C. F.                  | Francisco de la Hera      | 1 de octubre | 19:00     | 6.422        | Muñiz Ruiz          | 5          | 0         |
| C. D. Numancia     | 1 – 0     | C. F. Fuenlabrada            | Los Pajaritos             | 1 de octubre | 19:00     | 2.866        | Fernández-Ortega    | 10         | 1         |
| Rayo Vallecano     | 1 – 1     | A. D. Alcorcón               | Vallecas                  | 1 de octubre | 21:00     | 8.350        | Ávalos Barrera      | 12         | 0         |
| Cádiz C. F.        | 1 – 0     | S. D. Huesca                 | Ramón de Carranza         | 2 de octubre | 19:00     | 15.099       | Iglesias Villanueva | 2          | 0         |
| C. D. Mirandés     | 1 – 1     | C. D. Lugo                   | Municipal de Anduva       | 2 de octubre | 19:00     | 2.960        | Pulido Santana      | 5          | 0         |
| S. D. Ponferradina | 0 – 2     | U. D. Las Palmas             | El Toralín                | 2 de octubre | 21:00     | 5.008        | Galech Apezteguía   | 10         | 0         |
| C. D. Tenerife     | 0 – 1     | Real Oviedo                  | Heliodoro Rodríguez López | 2 de octubre | 21:00     | 9.743        | López Toca          | 8          | 0         |
| Sporting           | 4 – 2     | U. D. Almería                | El Molinón                | 3 de octubre | 19:00     | 16.310       | Moreno Aragón       | 5          | 0         |
| Real Zaragoza      | 2 – 2     | Málaga C. F.                 | La Romareda               | 3 de octubre | 19:00     | 22.927       | Ocón Arráiz         | 6          | 0         |
| Girona F. C.       | 3 – 1     | R. C. Deportivo de La Coruña | Montilivi                 | 3 de octubre | 21:00     | 7.795        | Figueroa Vázquez    | 6          | 0         |

| Jornada 10                   | Jornada 10 | Jornada 10        | Jornada 10                | Jornada 10   | Jornada 10 | Jornada 10   | Jornada 10           | Jornada 10 | Jornada 10 |
| Local                        | Resultado  | Visitante         | Estadio                   | Fecha        | Hora       | Espectadores | Árbitro              | Amonestado | Expulsado  |
| ---------------------------- | ---------- | ----------------- | ------------------------- | ------------ | ---------- | ------------ | -------------------- | ---------- | ---------- |
| A. D. Alcorcón               | 0 – 1      | Albacete Balompié | Santo Domingo             | 4 de octubre | 21:00      | 2.391        | Vicandi Garrido      | 6          | 0          |
| C. D. Lugo                   | 0 – 2      | U. D. Las Palmas  | Anxo Carro                | 5 de octubre | 16:00      | 2.634        | Varón Aceitón        | 7          | 0          |
| Elche C. F.                  | 1 – 1      | Rayo Vallecano    | Martínez Valero           | 5 de octubre | 18:00      | 9.086        | Fernández-Ortega     | 3          | 0          |
| S. D. Ponferradina           | 2 – 0      | C. D. Mirandés    | El Toralín                | 5 de octubre | 20:00      | 5.426        | Milla Alvendiz       | 5          | 0          |
| C. D. Tenerife               | 1 – 2      | Extremadura U. D. | Heliodoro Rodríguez López | 5 de octubre | 20:30      | 9.799        | Ais Reig             | 5          | 0          |
| C. F. Fuenlabrada            | 2 – 0      | Sporting          | Fernando Torres           | 6 de octubre | 12:00      | 5.345        | Mera Escuderos       | 10         | 0          |
| Real Oviedo                  | 1 – 1      | C. D. Numancia    | Carlos Tartiere           | 6 de octubre | 16:00      | 12.006       | Trujillo Suárez      | 5          | 0          |
| Real Zaragoza                | 0 – 2      | Cádiz C. F.       | La Romareda               | 6 de octubre | 16:00      | 26.923       | Fuente Ramos         | 5          | 0          |
| R. C. Deportivo de La Coruña | 0 – 0      | U. D. Almería     | Riazor                    | 6 de octubre | 18:30      | 15.611       | Sagués Oscoz         | 4          | 1          |
| S. D. Huesca                 | 2 – 0      | Málaga C. F.      | El Alcoraz                | 6 de octubre | 20:00      | 6.363        | Ortiz Arias          | 6          | 0          |
| Racing de Santander          | 0 – 3      | Girona F. C.      | El Sardinero              | 6 de octubre | 20:30      | 12.104       | Arcediano Monescillo | 7          | 0          |

| Jornada 11        | Jornada 11 | Jornada 11                   | Jornada 11                          | Jornada 11    | Jornada 11 | Jornada 11   | Jornada 11          | Jornada 11 | Jornada 11 |
| Local             | Resultado  | Visitante                    | Estadio                             | Fecha         | Hora       | Espectadores | Árbitro             | Amonestado | Expulsado  |
| ----------------- | ---------- | ---------------------------- | ----------------------------------- | ------------- | ---------- | ------------ | ------------------- | ---------- | ---------- |
| Rayo Vallecano    | 2 – 1      | C. D. Tenerife               | Vallecas                            | 11 de octubre | 21:00      | 9.313        | Areces Franco       | 6          | 0          |
| Girona F. C.      | 0 – 2      | Elche C. F.                  | Montilivi                           | 12 de octubre | 12:00      | 8.406        | Ocón Arráiz         | 6          | 0          |
| U. D. Almería     | 0 – 0      | C. D. Lugo                   | Estadio de los Juegos Mediterráneos | 12 de octubre | 16:00      | 10.246       | Galech Apezteguía   | 8          | 0          |
| Sporting          | 1 – 3      | A. D. Alcorcón               | El Molinón                          | 12 de octubre | 16:00      | 17.560       | Iglesias Villanueva | 7          | 0          |
| Extremadura U. D. | 1 – 1      | S. D. Ponferradina           | Francisco de la Hera                | 12 de octubre | 18:00      | 7.205        | Figueroa Vázquez    | 7          | 0          |
| Málaga C. F.      | 1 – 2      | Cádiz C. F.                  | La Rosaleda                         | 12 de octubre | 18:00      | 17.467       | Ávalos Barrera      | 4          | 0          |
| C. D. Mirandés    | 2 – 1      | C. F. Fuenlabrada            | Municipal de Anduva                 | 13 de octubre | 12:00      | 2.759        | Muñiz Ruiz          | 4          | 0          |
| C. D. Numancia    | 0 – 1      | Real Zaragoza                | Los Pajaritos                       | 13 de octubre | 16:00      | 5.754        | López Toca          | 3          | 0          |
| Albacete Balompié | 1 – 2      | Real Oviedo                  | Carlos Belmonte                     | 13 de octubre | 18:00      | 9.115        | Pulido Santana      | 4          | 0          |
| S. D. Huesca      | 1 – 1      | Racing de Santander          | El Alcoraz                          | 13 de octubre | 18:00      | 6.659        | Moreno Aragón       | 0          | 1          |
| U. D. Las Palmas  | 3 – 0      | R. C. Deportivo de La Coruña | Gran Canaria                        | 13 de octubre | 21:00      | 14.701       | Milla Alvendiz      | 7          | 0          |

| Cádiz C. F.                  | 2 – 0 | U. D. Las Palmas    | Ramón de Carranza         | 18 de octubre | 21:00 | 16.521 | Ais Reig             | 5  | 0 |
| A. D. Alcorcón               | 2 – 2 | U. D. Almería       | Santo Domingo             | 19 de octubre | 16:00 | 2.536  | Mera Escuderos       | 10 | 0 |
| S. D. Ponferradina           | 1 – 1 | C. D. Numancia      | El Toralín                | 19 de octubre | 16:00 | 4.882  | Sagués Oscoz         | 5  | 0 |
| Elche C. F.                  | 0 – 1 | Sporting            | Martínez Valero           | 19 de octubre | 18:00 | 9.374  | Ortiz Arias          | 7  | 0 |
| C. D. Lugo                   | 3 – 2 | S. D. Huesca        | Anxo Carro                | 19 de octubre | 18:00 | 2.583  | Fernández-Ortega     | 9  | 0 |
| Extremadura U. D.            | 0 – 3 | Rayo Vallecano      | Francisco de la Hera      | 19 de octubre | 20:00 | 6.937  | Arcediano Monescillo | 9  | 0 |
| C. F. Fuenlabrada            | 0 – 1 | Albacete Balompié   | Fernando Torres           | 20 de octubre | 12:00 | 4.973  | González Esteban     | 6  | 0 |
| R. C. Deportivo de La Coruña | 0 – 2 | Málaga C. F.        | Riazor                    | 20 de octubre | 16:00 | 14.348 | Fuente Ramos         | 2  | 0 |
| Real Oviedo                  | 4 – 2 | Girona C. F.        | Carlos Tartiere           | 20 de octubre | 18:00 | 11.719 | Vicandi Garrido      | 6  | 0 |
| C. D. Tenerife               | 3 – 3 | Racing de Santander | Heliodoro Rodríguez López | 20 de octubre | 18:00 | 8.585  | Varón Aceitón        | 6  | 0 |
| Real Zaragoza                | 1 – 2 | C. D. Mirandés      | La Romareda               | 20 de octubre | 21:00 | 18.897 | Trujillo Suárez      | 3  | 0 |

| Albacete Balompié   | 1 – 0 | Cádiz C. F.                  | Carlos Belmonte                     | 25 de octubre | 21:00 | 8.857  | López Toca          | 4  | 0 |
| Rayo Vallecano      | 1 – 3 | S. D. Ponferradina           | Vallecas                            | 26 de octubre | 16:00 | 9.538  | Muñiz Ruiz          | 4  | 1 |
| C. D. Mirandés      | 0 – 0 | C. D. Tenerife               | Municipal de Anduva                 | 26 de octubre | 18:00 | 3.055  | Ocón Arráiz         | 4  | 0 |
| Racing de Santander | 1 – 1 | R. C. Deportivo de La Coruña | El Sardinero                        | 26 de octubre | 18:00 | 14.104 | Ávalos Barrera      | 5  | 0 |
| Málaga C. F.        | 2 – 1 | Real Oviedo                  | La Rosaleda                         | 26 de octubre | 20:00 | 16.085 | Galech Apezteguía   | 12 | 0 |
| C. D. Numancia      | 3 – 1 | C. D. Lugo                   | Los Pajaritos                       | 26 de octubre | 20:00 | 2.953  | Moreno Aragón       | 5  | 0 |
| Girona C. F.        | 0 – 0 | A. D. Alcorcón               | Montilivi                           | 27 de octubre | 12:00 | 8.024  | Milla Alvendiz      | 9  | 0 |
| Sporting            | 4 – 0 | Real Zaragoza                | El Molinón                          | 27 de octubre | 16:00 | 19.478 | Figueroa Vázquez    | 2  | 0 |
| S. D. Huesca        | 2 – 0 | Elche C. F.                  | El Alcoraz                          | 27 de octubre | 18:00 | 6.438  | Pulido Santana      | 7  | 0 |
| U. D. Las Palmas    | 1 – 3 | C. F. Fuenlabrada            | Gran Canaria                        | 27 de octubre | 18:00 | 13.136 | Areces Franco       | 10 | 0 |
| U. D. Almería       | 3 – 2 | Extremadura U. D.            | Estadio de los Juegos Mediterráneos | 27 de octubre | 21:00 | 8.943  | Iglesias Villanueva | 2  | 0 |

| C. D. Numancia     | 1 – 0 | Albacete Balompié            | Los Pajaritos             | 1 de noviembre | 12:00 | 3.253  | Ortiz Arias          | 7 | 0 |
| Cádiz C. F.        | 3 – 1 | Sporting                     | Ramón de Carranza         | 1 de noviembre | 16:00 | 17.157 | Sagués Oscoz         | 7 | 0 |
| S. D. Ponferradina | 1 – 0 | Málaga C. F.                 | El Toralín                | 1 de noviembre | 18:30 | 5.767  | Varón Aceitón        | 3 | 0 |
| Real Oviedo        | 0 – 0 | U. D. Almería                | Carlos Tartiere           | 1 de noviembre | 21:00 | 11.350 | Arcediano Monescillo | 4 | 0 |
| C. F. Fuenlabrada  | 1 – 1 | R. C. Deportivo de La Coruña | Fernando Torres           | 2 de noviembre | 16:00 | 5.083  | Vicandi Garrido      | 4 | 0 |
| A. D. Alcorcón     | 1 – 0 | Racing de Santander          | Santo Domingo             | 2 de noviembre | 18:00 | 2.816  | Ais Reig             | 9 | 0 |
| C. D. Tenerife     | 0 – 0 | S. D. Huesca                 | Heliodoro Rodríguez López | 2 de noviembre | 20:00 | 9.686  | Fuente Ramos         | 4 | 1 |
| Extremadura U. D.  | 1 – 3 | Girona C. F.                 | Francisco de la Hera      | 3 de noviembre | 12:00 | 7.442  | Fernández-Ortega     | 6 | 0 |
| C. D. Lugo         | 1 – 0 | Rayo Vallecano               | Anxo Carro                | 3 de noviembre | 16:00 | 2.816  | Trujillo Suárez      | 1 | 0 |
| Real Zaragoza      | 3 – 0 | U. D. Las Palmas             | La Romareda               | 3 de noviembre | 18:30 | 22.708 | Mera Escuderos       | 5 | 1 |
| Elche C. F.        | 4 – 2 | C. D. Mirandés               | Martínez Valero           | 3 de noviembre | 20:00 | 8.560  | González Esteban     | 4 | 0 |

| Girona C. F.                 | 1 – 0 | C. D. Tenerife     | Montilivi                           | 8 de noviembre  | 21:00 | 7.013  | Galech Apezteguía   | 8 | 1 |
| S. D. Huesca                 | 3 – 1 | Real Oviedo        | El Alcoraz                          | 9 de noviembre  | 16:00 | 6.156  | Milla Alvendiz      | 5 | 0 |
| C. D. Mirandés               | 2 – 0 | Extremadura U. D.  | Municipal de Anduva                 | 9 de noviembre  | 16:00 | 2.614  | Moreno Aragón       | 5 | 0 |
| Albacete Balompié            | 0 – 1 | C. D. Lugo         | Carlos Belmonte                     | 9 de noviembre  | 18:00 | 7.908  | Vicandi Garrido     | 4 | 0 |
| Sporting                     | 0 – 1 | C. D. Numancia     | El Molinón                          | 9 de noviembre  | 18:00 | 14.946 | Muñiz Ruiz          | 5 | 0 |
| U. D. Las Palmas             | 1 – 1 | A. D. Alcorcón     | Gran Canaria                        | 9 de noviembre  | 20:00 | 8.891  | Ocón Arráiz         | 3 | 0 |
| R. C. Deportivo de La Coruña | 1 – 3 | Elche C. F.        | Riazor                              | 10 de noviembre | 12:00 | 11.565 | Mera Escuderos      | 8 | 0 |
| U. D. Almería                | 1 – 1 | Real Zaragoza      | Estadio de los Juegos Mediterráneos | 10 de noviembre | 16:00 | 10.441 | Ávalos Barrera      | 7 | 0 |
| Málaga C. F.                 | 0 – 0 | C. F. Fuenlabrada  | La Rosaleda                         | 10 de noviembre | 18:00 | 15.733 | Pulido Santana      | 6 | 0 |
| Racing de Santander          | 2 – 2 | S. D. Ponferradina | El Sardinero                        | 10 de noviembre | 18:00 | 11.731 | Areces Franco       | 8 | 0 |
| Rayo Vallecano               | 1 – 1 | Cádiz C. F.        | Vallecas                            | 10 de noviembre | 21:00 | 9.498  | Iglesias Villanueva | 8 | 0 |

| C. F. Fuenlabrada  | 3 – 2 | S. D. Huesca                 | Fernando Torres           | 16 de noviembre | 13:00 | 4.833  | López Toca           | 5 | 0 |
| Extremadura U. D.  | 2 – 0 | R. C. Deportivo de La Coruña | Francisco de la Hera      | 16 de noviembre | 16:00 | 6.869  | Trujillo Suárez      | 5 | 0 |
| Elche C. F.        | 1 – 1 | U. D. Almería                | Martínez Valero           | 16 de noviembre | 18:30 | 9.691  | Fuente Ramos         | 4 | 0 |
| C. D. Numancia     | 2 – 2 | Rayo Vallecano               | Los Pajaritos             | 16 de noviembre | 18:30 | 3.832  | Figueroa Vázquez     | 4 | 0 |
| Real Zaragoza      | 0 – 1 | Albacete Balompié            | La Romareda               | 16 de noviembre | 21:00 | 19.898 | Ais Reig             | 3 | 0 |
| S. D. Ponferradina | 1 – 1 | Girona C. F.                 | El Toralín                | 17 de noviembre | 12:00 | 4.958  | González Esteban     | 2 | 0 |
| A. D. Alcorcón     | 1 – 0 | Málaga C. F.                 | Santo Domingo             | 17 de noviembre | 14:00 | 5904   | Iglesia Villanueva   | 4 | 0 |
| Real Oviedo        | 0 – 0 | Sporting                     | Carlos Tartiere           | 17 de noviembre | 16:00 | 23.448 | Fernández-Ortega     | 7 | 0 |
| C. D. Lugo         | 1 – 1 | Racing de Santander          | Anxo Carro                | 17 de noviembre | 18:30 | 3.140  | Sagués Oscoz         | 5 | 0 |
| C. D. Mirandés     | 2 – 1 | U. D. Las Palmas             | Municipal de Anduva       | 17 de noviembre | 18:30 | 2.801  | Ortiz Arias          | 8 | 0 |
| C. D. Tenerife     | 1 – 1 | Cádiz C. F.                  | Heliodoro Rodríguez López | 17 de noviembre | 21:00 | 9.860  | Arcediano Monescillo | 4 | 0 |

| Sporting                     | 0 – 2 | C. D. Tenerife     | El Molinón                          | 22 de noviembre | 21:00 | 14.426 | Ávalos Barrera    | 12 | 0 |
| Rayo Vallecano               | 0 – 1 | Real Zaragoza      | Vallecas                            | 23 de noviembre | 16:00 | 9.743  | Fuente Ramos      | 6  | 0 |
| R. C. Deportivo de La Coruña | 0 – 0 | A. D. Alcorcón     | Riazor                              | 23 de noviembre | 18:00 | 13.958 | Pulido Santana    | 4  | 0 |
| Racing de Santander          | 3 – 0 | Extremadura U. D.  | El Sardinero                        | 23 de noviembre | 18:00 | 9.875  | Milla Alvendiz    | 4  | 0 |
| S. D. Huesca                 | 2 – 0 | S. D. Ponferradina | El Alcoraz                          | 23 de noviembre | 20:00 | 5.833  | Galech Apezteguía | 4  | 1 |
| U. D. Almería                | 2 – 0 | C. D. Numancia     | Estadio de los Juegos Mediterráneos | 24 de noviembre | 12:00 | 9.584  | Mera Escuderos    | 6  | 1 |
| Albacete Balompié            | 1 – 2 | C. D. Mirandés     | Carlos Belmonte                     | 24 de noviembre | 16:00 | 7.817  | Trujillo Suárez   | 6  | 0 |
| Málaga C. F.                 | 3 – 3 | Elche C. F.        | La Rosaleda                         | 24 de noviembre | 16:00 | 14.040 | Moreno Aragón     | 10 | 0 |
| Girona C. F.                 | 2 – 0 | C. F. Fuenlabrada  | Montilivi                           | 24 de noviembre | 18:00 | 8.137  | Ocón Arráiz       | 4  | 0 |
| U. D. Las Palmas             | 3 – 1 | Real Oviedo        | Gran Canaria                        | 24 de noviembre | 18:00 | 11.727 | González Esteban  | 5  | 0 |
| Cádiz C. F.                  | 2 – 1 | C. D. Lugo         | Ramón de Carranza                   | 24 de noviembre | 21:00 | 15.481 | Areces Franco     | 3  | 0 |

| C. D. Numancia     | 0 – 0 | Málaga C. F.                 | Los Pajaritos             | 29 de noviembre | 21:00 | 2.967  | Arcediano Monescillo        | 3  | 0 |
| A. D. Alcorcón     | 0 – 2 | S. D. Huesca                 | Santo Domingo             | 30 de noviembre | 16:00 | 2.402  | Ávalos Barrera              | 4  | 0 |
| C. D. Mirandés     | 0 – 0 | Sporting                     | Municipal de Anduva       | 30 de noviembre | 16:00 | 2.123  | Milla Alvendiz              | 3  | 0 |
| S. D. Ponferradina | 1 – 1 | Albacete Balompié            | El Toralín                | 30 de noviembre | 18:00 | 5.054  | Gorostegui Fernández-Ortega | 4  | 0 |
| C. D. Tenerife     | 1 – 3 | U. D. Almería                | Heliodoro Rodríguez López | 30 de noviembre | 18:00 | 12.394 | Iglesias Villanueva         | 6  | 0 |
| Real Zaragoza      | 3 – 3 | Girona C. F.                 | La Romareda               | 30 de noviembre | 21:00 | 25.382 | Ortiz Arias                 | 5  | 0 |
| C. F. Fuenlabrada  | 1 – 0 | Cádiz C. F.                  | Fernando Torres           | 1 de diciembre  | 12:00 | 5.282  | Ais Reig                    | 10 | 0 |
| Real Oviedo        | 2 – 1 | Rayo Vallecano               | Carlos Tartiere           | 1 de diciembre  | 16:00 | 12.776 | Pulido Santana              | 6  | 0 |
| Elche C. F.        | 2 – 0 | Racing de Santander          | Martínez Valero           | 1 de diciembre  | 18:00 | 9.501  | Figueroa Vázquez            | 6  | 0 |
| C. D. Lugo         | 0 – 0 | R. C. Deportivo de La Coruña | Anxo Carro                | 1 de diciembre  | 18:00 | 4.537  | López Toca                  | 5  | 0 |
| Extremadura U. D.  | 0 – 1 | U. D. Las Palmas             | Francisco de la Hera      | 1 de diciembre  | 20:00 | 4.486  | Sagués Oscoz                | 10 | 0 |

| Albacete Balompié            | 1 – 1 | Extremadura U. D.  | Carlos Belmonte                     | 6 de diciembre | 12:00 | 7.761  | Fuente Ramos      | 7 | 0 |
| Racing de Santander          | 2 – 2 | C. F. Fuenlabrada  | El Sardinero                        | 6 de diciembre | 16:00 | 12.076 | González Esteban  | 7 | 1 |
| A. D. Alcorcón               | 1 – 3 | Real Oviedo        | Santo Domingo                       | 6 de diciembre | 18:30 | 2.610  | Vicandi Garrido   | 4 | 0 |
| Málaga C. F.                 | 2 – 0 | C. D. Tenerife     | La Rosaleda                         | 6 de diciembre | 21:00 | 14.027 | Ais Reig          | 4 | 0 |
| S. D. Huesca                 | 0 – 2 | Rayo Vallecano     | El Alcoraz                          | 7 de diciembre | 16:00 | 6.520  | Ocón Arráiz       | 6 | 0 |
| Sporting                     | 1 – 0 | S. D. Ponferradina | El Molinón                          | 7 de diciembre | 18:00 | 14.166 | Mera Escuderos    | 6 | 0 |
| U. D. Almería                | 3 – 1 | C. D. Mirandés     | Estadio de los Juegos Mediterráneos | 7 de diciembre | 20:00 | 12.769 | Areces Franco     | 7 | 2 |
| Girona C. F.                 | 3 – 1 | C. D. Lugo         | Montilivi                           | 8 de diciembre | 12:00 | 8.482  | Varón Aceitón     | 6 | 0 |
| R. C. Deportivo de La Coruña | 1 – 3 | Real Zaragoza      | Riazor                              | 8 de diciembre | 16:00 | 13.602 | Galech Apezteguía | 3 | 0 |
| U. D. Las Palmas             | 3 – 1 | C. D. Numancia     | Gran Canaria                        | 8 de diciembre | 18:00 | 10.808 | Moreno Aragón     | 8 | 0 |
| Cádiz C. F.                  | 0 – 0 | Elche C. F.        | Ramón de Carranza                   | 8 de diciembre | 21:00 | 16.686 | Trujillo Suárez   | 4 | 0 |

| C. D. Numancia     | 2 – 0 | Girona C. F.                 | Los Pajaritos             | 13 de diciembre | 21:00 | 3.654     | Iglesias Villanueva  | 7 | 0 |
| C. D. Mirandés     | 2 – 0 | S. D. Huesca                 | Municipal de Anduva       | 14 de diciembre | 16:00 | 2.868     | Sagués Oscoz         | 7 | 0 |
| S. D. Ponferradina | 2 – 0 | R. C. Deportivo de La Coruña | El Toralín                | 14 de diciembre | 18:00 | 6.227     | Ortiz Arias          | 5 | 0 |
| C. D. Tenerife     | 0 – 0 | A. D. Alcorcón               | Heliodoro Rodríguez López | 14 de diciembre | 18:00 | 8.178     | Fernández-Ortega     | 8 | 0 |
| Real Zaragoza      | 2 – 0 | Racing de Santander          | La Romareda               | 14 de diciembre | 21:00 | 28.480    | Pulido Santana       | 6 | 0 |
| Extremadura U. D.  | 0 – 0 | Málaga C. F.                 | Francisco de la Hera      | 15 de diciembre | 12:00 | 3.264     | Varón Aceitón        | 4 | 0 |
| Real Oviedo        | 0 – 2 | Cádiz C. F.                  | Carlos Tartiere           | 15 de diciembre | 16:00 | 11.924    | Ocón Arráiz          | 4 | 0 |
| Elche C. F.        | 2 – 3 | U. D. Las Palmas             | Martínez Valero           | 15 de diciembre | 18:00 | 10.753    | Milla Alvendiz       | 4 | 0 |
| C. D. Lugo         | 1 – 2 | Sporting                     | Anxo Carro                | 15 de diciembre | 18:00 | 4.214     | Figueroa Vázquez     | 5 | 1 |
| C. F. Fuenlabrada  | 2 – 2 | U. D. Almería                | Fernando Torres           | 15 de diciembre | 20:00 | 4.874     | Arcediano Monescillo | 6 | 0 |
| Rayo Vallecano     | 1 – 0 | Albacete Balompié            | Vallecas                  | 10 de junio     | 20:00 | 9.114 / 0 | López Toca           | 6 | 1 |

| R. C. Deportivo de La Coruña | 2 – 1 | C. D. Tenerife     | Riazor                              | 20 de diciembre | 21:00 | 8.457  | Vicandi Garrido   | 5 | 0 |
| Albacete Balompié            | 0 – 1 | Elche C. F.        | Carlos Belmonte                     | 21 de diciembre | 16:00 | 7.645  | Galech Apezteguía | 6 | 0 |
| Málaga C. F.                 | 1 – 1 | C. D. Lugo         | La Rosaleda                         | 21 de diciembre | 16:00 | 16.700 | Fuente Ramos      | 9 | 0 |
| U. D. Las Palmas             | 1 – 1 | Rayo Vallecano     | Gran Canaria                        | 21 de diciembre | 18:00 | 13.574 | Ais Reig          | 6 | 0 |
| Sporting                     | 0 – 1 | Extremadura U. D.  | El Molinón                          | 21 de diciembre | 18:00 | 9.777  | Trujillo Suárez   | 3 | 0 |
| Racing de Santander          | 1 – 1 | Real Oviedo        | El Sardinero                        | 21 de diciembre | 20:00 | 14.537 | Muñiz Ruiz        | 7 | 1 |
| Cádiz C. F.                  | 2 – 4 | C. D. Numancia     | Ramón de Carranza                   | 21 de diciembre | 21:00 | 14.730 | Ávalos Barrera    | 6 | 1 |
| U. D. Almería                | 2 – 3 | S. D. Ponferradina | Estadio de los Juegos Mediterráneos | 22 de diciembre | 12:00 | 10.106 | Varón Aceitón     | 5 | 0 |
| S. D. Huesca                 | 2 – 1 | Real Zaragoza      | El Alcoraz                          | 22 de diciembre | 16:00 | 7.202  | Mera Escuderos    | 7 | 2 |
| A. D. Alcorcón               | 1 – 1 | C. F. Fuenlabrada  | Santo Domingo                       | 22 de diciembre | 18:00 | 2.761  | Areces Franco     | 8 | 0 |
| Girona C. F.                 | 0 – 3 | C. D. Mirandés     | Montilivi                           | 22 de diciembre | 20:00 | 6.694  | González Esteban  | 3 | 0 |

| Extremadura U. D.  | 0 – 0  | A. D. Alcorcón               | Francisco de la Hera      | 3 de enero | 19:00 | 6.949  | Iglesias Villanueva  | 4 | 0 |
| C. F. Fuenlabrada  | 0 – 0  | U. D. Las Palmas             | Fernando Torres           | 4 de enero | 13:00 | 5.177  | Figueroa Vázquez     | 7 | 1 |
| S. D. Ponferradina | 0 – 0  | Cádiz C. F.                  | El Toralín                | 4 de enero | 16:00 | 5.633  | Pulido Santana       | 4 | 0 |
| C. D. Lugo         | 0 – 4  | U. D. Almería                | Anxo Carro                | 4 de enero | 18:00 | 3.070  | Fernández-Ortega     | 3 | 0 |
| C. D. Tenerife     | 4 – 2  | Albacete Balompié            | Heliodoro Rodríguez López | 4 de enero | 18:00 | 7.799  | Ocón Arráiz          | 3 | 0 |
| Elche C. F.        | 1 – 1' | S. D. Huesca                 | Martínez Valero           | 4 de enero | 20:00 | 8.914  | López Toca           | 6 | 0 |
| C. D. Mirandés     | 0 – 0  | Racing de Santander          | Municipal de Anduva       | 4 de enero | 20:00 | 4.094  | Arcediano Monescillo | 3 | 0 |
| C. D. Numancia     | 0 – 1  | R. C. Deportivo de La Coruña | Los Pajaritos             | 5 de enero | 12:00 | 5.583  | Sagués Oscoz         | 4 | 1 |
| Rayo Vallecano     | 1 – 0  | Girona C. F.                 | Vallecas                  | 5 de enero | 16:00 | 8.427  | Milla Alvendiz       | 5 | 0 |
| Real Oviedo        | 1 – 1  | Málaga C. F.                 | Carlos Tartiere           | 5 de enero | 21:00 | 8.638  | Ortiz Arias          | 6 | 0 |
| Real Zaragoza      | 2 – 0  | Sporting                     | La Romareda               | 7 de enero | 21:00 | 10.798 | Moreno Aragón        | 4 | 1 |

| Albacete Balompié            | 1 – 1 | C. F. Fuenlabrada   | Carlos Belmonte                     | 14 de enero | 19:00 | 5.695  | Ais Reig          | 8 | 0 |
| Sporting                     | 1 – 0 | Elche C. F.         | El Molinón                          | 14 de enero | 19:00 | 13.728 | González Esteban  | 4 | 0 |
| Málaga C. F.                 | 1 – 0 | S. D. Ponferradina  | La Rosaleda                         | 14 de enero | 20:00 | 12.341 | Trujillo Suárez   | 7 | 0 |
| U. D. Las Palmas             | 0 – 1 | Real Zaragoza       | Gran Canaria                        | 14 de enero | 21:30 | 9.358  | Vicandi Garrido   | 3 | 0 |
| A. D. Alcorcón               | 2 – 2 | C. D. Numancia      | Santo Domingo                       | 15 de enero | 19:00 | 1.770  | Galech Apezteguía | 5 | 0 |
| S. D. Huesca                 | 2 – 1 | C. D. Tenerife      | El Alcoraz                          | 15 de enero | 19:00 | 5.264  | Varón Aceitón     | 4 | 0 |
| Rayo Vallecano               | 1 – 0 | C. D. Lugo          | Vallecas                            | 15 de enero | 20:00 | 7.733  | Mera Escuderos    | 7 | 0 |
| Cádiz C. F.                  | 3 – 3 | C. D. Mirandés      | Ramón de Carranza                   | 15 de enero | 21:00 | 14.984 | Muñiz Ruiz        | 1 | 0 |
| R. C. Deportivo de La Coruña | 2 – 1 | Racing de Santander | Riazor                              | 16 de enero | 19:00 | 19.055 | Ávalos Barrera    | 7 | 0 |
| Girona C. F.                 | 3 – 1 | Extremadura U. D.   | Montilivi                           | 16 de enero | 20:00 | 5.679  | Areces Franco     | 7 | 0 |
| U. D. Almería                | 2 – 0 | Real Oviedo         | Estadio de los Juegos Mediterráneos | 16 de enero | 21:00 | 8.862  | Fuente Ramos      | 3 | 0 |

| C. F. Fuenlabrada            | 0 – 0 | Málaga C. F.      | Fernando Torres           | 18 de enero   | 21:00 | 4.563  | López Toca           | 6 | 0 |
| C. D. Numancia               | 2 – 0 | Sporting          | Los Pajaritos             | 18 de enero   | 16:00 | 3.202  | Ocón Arráiz          | 4 | 0 |
| S. D. Ponferradina           | 1 – 1 | Rayo Vallecano    | El Toralín                | 18 de enero   | 18:15 | 5.226  | Arcediano Monescillo | 8 | 0 |
| C. D. Lugo                   | 1 – 0 | Albacete Balompié | Anxo Carro                | 18 de enero   | 18:15 | 2.377  | Moreno Aragón        | 8 | 0 |
| Elche C. F.                  | 1 – 1 | A. D. Alcorcón    | Martínez Valero           | 19 de enero   | 12:00 | 8.446  | Pulido Santana       | 5 | 1 |
| R. C. Deportivo de La Coruña | 1 – 0 | Cádiz C. F.       | Riazor                    | 19 de enero   | 16:00 | 24.229 | Fernández-Ortega     | 5 | 0 |
| Real Oviedo                  | 1 – 1 | S. D. Huesca      | Carlos Tartiere           | 19 de enero   | 18:15 | 10.926 | Mera Escuderos       | 6 | 0 |
| Racing de Santander          | 1 – 1 | U. D. Las Palmas  | El Sardinero              | 19 de enero   | 18:15 | 10.732 | Iglesias Villanueva  | 3 | 0 |
| Extremadura U. D.            | 1 – 2 | U. D. Almería     | Francisco de la Hera      | 19 de enero   | 20:30 | 5.109  | Ortiz Arias          | 6 | 0 |
| C. D. Tenerife               | 1 – 0 | Girona C. F.      | Heliodoro Rodríguez López | 19 de enero   | 20:30 | 9.462  | Figueroa Vázquez     | 5 | 0 |
| C. D. Mirandés               | 1 – 1 | Real Zaragoza     | Municipal de Anduva       | 19 de febrero | 21:00 | 3.434  | Sagués Oscoz         | 8 | 0 |

| Cádiz C. F.       | 1 – 0 | Racing de Santander          | Ramón de Carranza                   | 24 de enero | 21:00 | 15.667 | De la Fuente Ramos | 7 | 1 |
| S. D. Huesca      | 2 – 1 | C. D. Lugo                   | El Alcoraz                          | 25 de enero | 16:00 | 6.086  | Ávalos Barrera     | 4 | 0 |
| Sporting          | 1 – 0 | C. F. Fuenlabrada            | El Molinón                          | 25 de enero | 16:00 | 15.687 | Galech Apezteguía  | 6 | 0 |
| U. D. Las Palmas  | 0 – 0 | C. D. Tenerife               | Gran Canaria                        | 25 de enero | 18:15 | 21.248 | López Toca         | 6 | 1 |
| Real Zaragoza     | 1 – 0 | C. D. Numancia               | La Romareda                         | 25 de enero | 21:00 | 22.658 | Trujillo Suárez    | 5 | 0 |
| Málaga C. F.      | 2 – 2 | C. D. Mirandés               | La Rosaleda                         | 26 de enero | 12:00 | 19.506 | Varón Aceitón      | 4 | 0 |
| Albacete Balompié | 0 – 1 | R. C. Deportivo de La Coruña | Carlos Belmonte                     | 26 de enero | 16:00 | 8.295  | Areces Franco      | 7 | 0 |
| U. D. Almería     | 0 – 2 | Elche C. F.                  | Estadio de los Juegos Mediterráneos | 26 de enero | 16:00 | 11.237 | Muñiz Ruiz         | 8 | 0 |
| A. D. Alcorcón    | 3 – 1 | S. D. Ponferradina           | Santo Domingo                       | 26 de enero | 18:15 | 2.984  | González Esteban   | 5 | 0 |
| Rayo Vallecano    | 1 – 1 | Extremadura U. D.            | Vallecas                            | 26 de enero | 18:15 | 9.922  | Vicandi Garrido    | 7 | 0 |
| Girona C. F.      | 1 – 1 | Real Oviedo                  | Montilivi                           | 26 de enero | 20:30 | 6.126  | Ais Reig           | 5 | 0 |

| C. D. Tenerife               | 2 – 1 | Sporting          | Heliodoro Rodríguez López | 31 de enero  | 21:00 | 16.990 | Arcediano Monescillo | 1 | 0 |
| Extremadura U. D.            | 1 – 0 | C. D. Lugo        | Francisco de la Hera      | 1 de febrero | 16:00 | 7.146  | Ocón Arráiz          | 1 | 2 |
| R. C. Deportivo de La Coruña | 2 – 1 | U. D. Las Palmas  | Riazor                    | 1 de febrero | 18:15 | 27.151 | Moreno Aragón        | 4 | 0 |
| S. D. Ponferradina           | 3 – 1 | S. D. Huesca      | El Toralín                | 1 de febrero | 18:15 | 5.094  | Muñiz Ruiz           | 7 | 0 |
| Elche C. F.                  | 2 – 0 | Málaga C. F.      | Martínez Valero           | 1 de febrero | 21:00 | 9.988  | Sagués Oscoz         | 4 | 0 |
| C. F. Fuenlabrada            | 0 – 1 | Girona C. F.      | Fernando Torres           | 2 de febrero | 12:00 | 5.047  | Mera Escuderos       | 9 | 0 |
| Cádiz C. F.                  | 1 – 1 | Real Zaragoza     | Ramón de Carranza         | 2 de febrero | 16:00 | 24.961 | Ortiz Arias          | 5 | 0 |
| C. D. Mirandés               | 0 – 0 | Rayo Vallecano    | Municipal de Anduva       | 2 de febrero | 18:15 | 3.405  | Iglesias Villanueva  | 2 | 0 |
| C. D. Numancia               | 1 – 1 | U. D. Almería     | Los Pajaritos             | 2 de febrero | 18:15 | 3.338  | Pulido Santana       | 7 | 0 |
| Real Oviedo                  | 3 – 1 | Albacete Balompié | Carlos Tartiere           | 2 de febrero | 20:30 | 17.735 | Fernández-Ortega     | 8 | 0 |
| Racing de Santander          | 1 – 1 | A. D. Alcorcón    | El Sardinero              | 2 de febrero | 20:30 | 14.154 | Figueroa Vázquez     | 4 | 0 |

| U. D. Almería     | 0 – 1 | Racing de Santander          | Estadio de los Juegos Mediterráneos | 7 de febrero | 21:00 | 9.482  | González Esteban   | 5 | 0 |
| Extremadura U. D. | 2 – 4 | C. D. Tenerife               | Francisco de la Hera                | 8 de febrero | 16:00 | 8.650  | Galech Apezteguía  | 5 | 0 |
| Girona C. F.      | 1 – 0 | S. D. Huesca                 | Montilivi                           | 8 de febrero | 16:00 | 8.790  | Milla Alvendiz     | 7 | 1 |
| U. D. Las Palmas  | 1 – 2 | Cádiz C. F.                  | Gran Canaria                        | 8 de febrero | 18:15 | 14.846 | Varón Aceitón      | 3 | 0 |
| Real Zaragoza     | 0 – 0 | C. F. Fuenlabrada            | La Romareda                         | 8 de febrero | 21:00 | 23.344 | Ávalos Barrera     | 7 | 0 |
| Albacete Balompié | 1 – 1 | S. D. Ponferradina           | Carlos Belmonte                     | 9 de febrero | 12:00 | 8.941  | Ais Reig           | 6 | 0 |
| A. D. Alcorcón    | 0 – 1 | R. C. Deportivo de La Coruña | Santo Domingo                       | 9 de febrero | 12:00 | 3.646  | Vicandi Garrido    | 5 | 0 |
| Sporting          | 2 – 2 | C. D. Mirandés               | El Molinón                          | 9 de febrero | 16:00 | 21.439 | López Toca         | 3 | 0 |
| C. D. Lugo        | 2 – 2 | Elche C. F.                  | Anxo Carro                          | 9 de febrero | 18:15 | 4.246  | de la Fuente Ramos | 7 | 0 |
| Rayo Vallecano    | 1 – 1 | Real Oviedo                  | Vallecas                            | 9 de febrero | 18:15 | 10.447 | Trujillo Suárez    | 7 | 0 |
| Málaga C. F.      | 2 – 1 | C. D. Numancia               | La Rosaleda                         | 9 de febrero | 20:30 | 13.089 | Areces Franco      | 7 | 0 |

| R. C. Deportivo de La Coruña | 2 – 2 | Girona C. F.      | Riazor                    | 14 de febrero | 21:00 | 28.534 | Figueroa Vázquez            | 6  | 1 |
| S. D. Huesca                 | 3 – 2 | U. D. Almería     | El Alcoraz                | 15 de febrero | 16:00 | 6.547  | Iglesias Villanueva         | 3  | 0 |
| C. D. Numancia               | 1 – 1 | U. D. Las Palmas  | Los Pajaritos             | 15 de febrero | 18:15 | 3.513  | Sagués Oscoz                | 3  | 0 |
| Real Oviedo                  | 1 – 2 | A. D. Alcorcón    | Carlos Tartiere           | 15 de febrero | 18:15 | 18.028 | Arcediano Monescillo        | 8  | 0 |
| Elche C. F.                  | 1 – 2 | Real Zaragoza     | Martínez Valero           | 15 de febrero | 21:00 | 11.338 | Ocón Arráiz                 | 5  | 0 |
| C. F. Fuenlabrada            | 0 – 1 | C. D. Lugo        | Fernando Torres           | 16 de febrero | 12:00 | 5.114  | Gorostegui Fernández-Ortega | 8  | 0 |
| C. D. Mirandés               | 1 – 1 | Albacete Balompié | Municipal de Anduva       | 16 de febrero | 12:00 | 3.162  | Moreno Aragón               | 10 | 2 |
| Cádiz C. F.                  | 0 – 1 | Málaga C. F.      | Ramón de Carranza         | 16 de febrero | 16:00 | 18.320 | Pulido Santana              | 8  | 0 |
| S. D. Ponferradina           | 0 – 0 | Extremadura U. D. | El Toralín                | 16 de febrero | 18:15 | 5.458  | Díaz de Mera Escuderos      | 8  | 0 |
| Racing de Santander          | 0 – 2 | Sporting          | El Sardinero              | 16 de febrero | 18:15 | 20.158 | Ortiz Arias                 | 4  | 0 |
| C. D. Tenerife               | 0 – 0 | Rayo Vallecano    | Heliodoro Rodríguez López | 16 de febrero | 20:30 | 13.183 | Muñiz Ruiz                  | 5  | 0 |

| Sporting          | 1 – 0 | Cádiz C. F.                  | El Molinón                          | 21 de febrero | 21:00 | 17.625 | Trujillo Suárez    | 7 | 1 |
| A. D. Alcorcón    | 1 – 1 | U. D. Las Palmas             | Santo Domingo                       | 22 de febrero | 16:00 | 2.512  | Areces Franco      | 7 | 0 |
| U. D. Almería     | 0 – 0 | C. F. Fuenlabrada            | Estadio de los Juegos Mediterráneos | 22 de febrero | 16:00 | 12.539 | Vicandi Garrido    | 2 | 0 |
| Girona C. F.      | 2 – 0 | S. D. Ponferradina           | Montilivi                           | 22 de febrero | 18:15 | 7.841  | Galech Apezteguía  | 5 | 0 |
| C. D. Tenerife    | 1 – 0 | Elche C. F.                  | Heliodoro Rodríguez López           | 22 de febrero | 18:15 | 11.507 | Ávalos Barrera     | 7 | 0 |
| Albacete Balompié | 2 – 1 | C. D. Numancia               | Carlos Belmonte                     | 22 de febrero | 20:30 | 7.563  | González Esteban   | 6 | 0 |
| C. D. Lugo        | 1 – 0 | Real Oviedo                  | Anxo Carro                          | 23 de febrero | 12:00 | 5.296  | Varón Aceitón      | 6 | 0 |
| Real Zaragoza     | 3 – 1 | R. C. Deportivo de La Coruña | La Romareda                         | 23 de febrero | 16:00 | 28.098 | López Toca         | 7 | 0 |
| Extremadura U. D. | 3 – 2 | C. D. Mirandés               | Francisco de la Hera                | 23 de febrero | 18:15 | 6.231  | Milla Alvendiz     | 6 | 0 |
| Málaga C. F.      | 2 – 0 | Racing de Santander          | La Rosaleda                         | 23 de febrero | 18:15 | 24.873 | de la Fuente Ramos | 2 | 0 |
| Rayo Vallecano    | 2 – 0 | S. D. Huesca                 | Vallecas                            | 23 de febrero | 21:00 | 7.754  | Ais Reig           | 7 | 0 |

| U. D. Las Palmas             | 1 – 1 | Málaga C. F.      | Gran Canaria        | 28 de febrero | 21:00 | 8.799  | Ortiz Arias                 | 7 | 0 |
| S. D. Huesca                 | 2 – 2 | Extremadura U. D. | El Alcoraz          | 29 de febrero | 16:00 | 6.361  | Sagués Oscoz                | 6 | 0 |
| S. D. Ponferradina           | 1 – 0 | Sporting          | El Toralín          | 29 de febrero | 16:00 | 7.394  | Ocón Arráiz                 | 4 | 0 |
| Cádiz C. F.                  | 2 – 1 | U. D. Almería     | Ramón de Carranza   | 29 de febrero | 18:15 | 17.529 | Díaz de Mera Escuderos      | 4 | 0 |
| Albacete Balompié            | 1 – 1 | Rayo Vallecano    | Carlos Belmonte     | 29 de febrero | 20:30 | 8.577  | Figueroa Vázquez            | 5 | 0 |
| Racing de Santander          | 2 – 2 | Real Zaragoza     | El Sardinero        | 29 de febrero | 21:00 | 11.263 | Gorostegui Fernández-Ortega | 9 | 0 |
| C. D. Mirandés               | 1 – 1 | Girona C. F.      | Municipal de Anduva | 1 de marzo    | 12:00 | 3.016  | Pulido Santana              | 4 | 0 |
| R. C. Deportivo de La Coruña | 0 – 0 | C. D. Lugo        | Riazor              | 1 de marzo    | 16:00 | 25.965 | Arcediano Monescillo        | 1 | 0 |
| Elche C. F.                  | 2 – 0 | C. D. Numancia    | Martínez Valero     | 1 de marzo    | 16:00 | 10.241 | Muñiz Ruiz                  | 3 | 1 |
| Real Oviedo                  | 1 – 0 | C. D. Tenerife    | Carlos Tartiere     | 1 de marzo    | 18:15 | 16.731 | Moreno Aragón               | 9 | 0 |
| C. F. Fuenlabrada            | 3 – 4 | A. D. Alcorcón    | Fernando Torres     | 1 de marzo    | 18:15 | 5.013  | Iglesias Villanueva         | 8 | 1 |

| C. D. Lugo        | 1 – 1 | Cádiz C. F.                  | Anxo Carro                          | 6 de marzo | 21:00 | 3.483  | Ávalos Barrera       | 6 | 1 |
| Extremadura U. D. | 1 – 2 | Real Oviedo                  | Francisco de la Hera                | 7 de marzo | 16:00 | 8.523  | López Toca           | 6 | 0 |
| Girona C. F.      | 1 – 1 | Albacete Balompié            | Montilivi                           | 7 de marzo | 16:00 | 7.914  | Vicandi Garrido      | 6 | 1 |
| S. D. Huesca      | 2 – 0 | C. F. Fuenlabrada            | El Alcoraz                          | 7 de marzo | 18:15 | 6.149  | Varón Aceitón        | 4 | 0 |
| C. D. Numancia    | 1 – 2 | Racing de Santander          | Los Pajaritos                       | 7 de marzo | 18:15 | 3.754  | Areces Franco        | 8 | 1 |
| U. D. Almería     | 4 – 0 | R. C. Deportivo de La Coruña | Estadio de los Juegos Mediterráneos | 7 de marzo | 21:00 | 9.116  | Trujillo Suárez      | 3 | 0 |
| Rayo Vallecano    | 2 – 3 | Elche C. F.                  | Vallecas                            | 8 de marzo | 12:00 | 10.163 | Milla Alvendiz       | 6 | 1 |
| Málaga C. F.      | 0 – 1 | Real Zaragoza                | La Rosaleda                         | 8 de marzo | 16:00 | 22.264 | Arcediano Monescillo | 5 | 0 |
| A. D. Alcorcón    | 1 – 2 | C. D. Mirandés               | Santo Domingo                       | 8 de marzo | 18:15 | 3.191  | Galech Apezteguía    | 8 | 0 |
| Sporting          | 4 – 0 | U. D. Las Palmas             | El Molinón                          | 8 de marzo | 18:15 | 18.610 | de la Fuente Ramos   | 4 | 0 |
| C. D. Tenerife    | 1 – 0 | S. D. Ponferradina           | Heliodoro Rodríguez López           | 8 de marzo | 20:30 | 9.355  | González Esteban     | 2 | 0 |

| Elche C. F.                  | 1 – 1 | Extremadura U. D.  | Martínez Valero     | 12 de junio | 19:30 | 0 | Figueroa Vázquez            | 3 | 1 |
| C. F. Fuenlabrada            | 1 – 0 | C. D. Tenerife     | Fernando Torres     | 12 de junio | 19:30 | 0 | Díaz de Mera Escuderos      | 7 | 0 |
| Málaga C. F.                 | 1 – 3 | S. D. Huesca       | La Rosaleda         | 12 de junio | 19:30 | 0 | Moreno Aragón               | 5 | 2 |
| Real Oviedo                  | 0 – 0 | S. D. Ponferradina | Carlos Tartiere     | 12 de junio | 21:30 | 0 | Muñiz Ruiz                  | 5 | 0 |
| Racing de Santander          | 1 – 2 | C. D. Lugo         | El Sardinero        | 13 de junio | 17:00 | 0 | Ocón Arráiz                 | 6 | 0 |
| U. D. Las Palmas             | 0 – 0 | Girona C. F.       | Gran Canaria        | 13 de junio | 19:30 | 0 | Iglesias Villanueva         | 7 | 0 |
| Real Zaragoza                | 1 – 3 | A. D. Alcorcón     | La Romareda         | 13 de junio | 21:30 | 0 | Pulido Santana              | 2 | 1 |
| R. C. Deportivo de La Coruña | 0 – 0 | Sporting           | Riazor              | 14 de junio | 17:00 | 0 | Ais Reig                    | 1 | 0 |
| C. D. Mirandés               | 2 – 1 | C. D. Numancia     | Municipal de Anduva | 14 de junio | 17:00 | 0 | Gorostegui Fernández-Ortega | 4 | 1 |
| Albacete Balompié            | 0 – 1 | U. D. Almería      | Carlos Belmonte     | 14 de junio | 19:30 | 0 | Ortiz Arias                 | 7 | 0 |
| Cádiz C. F.                  | 1 – 1 | Rayo Vallecano     | Ramón de Carranza   | 14 de junio | 21:30 | 0 | Sagués Oscoz                | 6 | 0 |

| S. D. Ponferradina | 2 – 1 | Elche C. F.                  | El Toralín                          | 15 de junio | 19:30 | 0 | Vicandi Garrido      | 9 | 0 |
| C. D. Tenerife     | 0 – 0 | Málaga C. F.                 | Heliodoro Rodríguez López           | 15 de junio | 21:30 | 0 | Varón Aceitón        | 5 | 0 |
| C. D. Lugo         | 1 – 3 | Real Zaragoza                | Anxo Carro                          | 16 de junio | 19:30 | 0 | Areces Franco        | 0 | 1 |
| Girona C. F.       | 0 – 0 | Racing de Santander          | Montilivi                           | 16 de junio | 21:45 | 0 | Trujillo Suárez      | 5 | 0 |
| U. D. Almería      | 0 – 1 | U. D. Las Palmas             | Estadio de los Juegos Mediterráneos | 17 de junio | 19:30 | 0 | Arcediano Monescillo | 7 | 0 |
| Extremadura U. D.  | 0 – 1 | Albacete Balompié            | Francisco de la Hera                | 17 de junio | 19:30 | 0 | Milla Alvendiz       | 8 | 0 |
| Real Oviedo        | 2 – 2 | R. C. Deportivo de La Coruña | Carlos Tartiere                     | 17 de junio | 19:30 | 0 | de la Fuente Ramos   | 5 | 0 |
| Rayo Vallecano     | 1 – 0 | C. F. Fuenlabrada            | Vallecas                            | 17 de junio | 21:45 | 0 | González Esteban     | 7 | 0 |
| S. D. Huesca       | 1 – 2 | C. D. Mirandés               | El Alcoraz                          | 18 de junio | 19:30 | 0 | Galech Apezteguía    | 4 | 0 |
| C. D. Numancia     | 1 – 2 | Cádiz C. F.                  | Los Pajaritos                       | 18 de junio | 19:30 | 0 | López Toca           | 5 | 1 |
| A. D. Alcorcón     | 0 – 2 | Sporting                     | Santo Domingo                       | 18 de junio | 21:45 | 0 | Ávalos Barrera       | 4 | 0 |

| Elche C. F.                  | 1 – 0 | Girona C. F.       | Martínez Valero     | 19 de junio | 19:30 | 0 | Moreno Aragón               | 8  | 0 |
| R. C. Deportivo de La Coruña | 3 – 3 | Rayo Vallecano     | Riazor              | 20 de junio | 17:00 | 0 | Vicandi Garrido             | 3  | 0 |
| U. D. Las Palmas             | 1 – 0 | C. D. Lugo         | Gran Canaria        | 20 de junio | 19:30 | 0 | Gorostegui Fernández-Ortega | 7  | 0 |
| Real Zaragoza                | 0 – 2 | U. D. Almería      | La Romareda         | 20 de junio | 19:30 | 0 | Ais Reig                    | 6  | 0 |
| Málaga C. F.                 | 1 – 1 | Extremadura U. D.  | La Rosaleda         | 20 de junio | 21:45 | 0 | Díaz de Mera Escuderos      | 3  | 0 |
| C. D. Mirandés               | 1 – 2 | S. D. Ponferradina | Municipal de Anduva | 21 de junio | 17:00 | 0 | Sagués Oscoz                | 10 | 0 |
| Racing de Santander          | 1 – 2 | C. D. Tenerife     | El Sardinero        | 21 de junio | 17:00 | 0 | Iglesias Villanueva         | 6  | 0 |
| Albacete Balompié            | 2 – 2 | S. D. Huesca       | Carlos Belmonte     | 21 de junio | 19:30 | 0 | Ocón Arráiz                 | 5  | 0 |
| Cádiz C. F.                  | 1 – 1 | A. D. Alcorcón     | Ramón de Carranza   | 21 de junio | 19:30 | 0 | Muñiz Ruiz                  | 5  | 0 |
| C. F. Fuenlabrada            | 2 – 0 | C. D. Numancia     | Fernando Torres     | 21 de junio | 21:45 | 0 | Pulido Santana              | 7  | 0 |
| Sporting                     | 0 – 1 | Real Oviedo        | El Molinón          | 22 de junio | 21:45 | 0 | Figueroa Vázquez            | 5  | 0 |

| Elche C. F.        | 0 – 1 | R. C. Deportivo de La Coruña | Martínez Valero                     | 23 de junio | 19:30 | 0 | Arcediano Monescillo | 5 | 1 |
| C. D. Lugo         | 0 – 0 | Málaga C. F.                 | Anxo Carro                          | 23 de junio | 19:30 | 0 | Ortiz Arias          | 4 | 0 |
| Extremadura U. D.  | 1 – 2 | Real Zaragoza                | Francisco de la Hera                | 23 de junio | 21:45 | 0 | de la Fuente Ramos   | 5 | 0 |
| Girona C. F.       | 2 – 0 | C. D. Numancia               | Montilivi                           | 24 de junio | 19:30 | 0 | Varón Aceitón        | 2 | 0 |
| S. D. Huesca       | 1 – 1 | Cádiz C. F.                  | El Alcoraz                          | 24 de junio | 19:30 | 0 | Trujillo Suárez      | 6 | 0 |
| C. D. Tenerife     | 4 – 1 | C. D. Mirandés               | Heliodoro Rodríguez López           | 24 de junio | 19:30 | 0 | González Esteban     | 3 | 0 |
| Albacete Balompié  | 0 – 0 | U. D. Las Palmas             | Carlos Belmonte                     | 24 de junio | 21:45 | 0 | Figueroa Vázquez     | 8 | 0 |
| S. D. Ponferradina | 1 – 1 | Racing de Santander          | El Toralín                          | 24 de junio | 21:45 | 0 | Areces Franco        | 9 | 0 |
| U. D. Almería      | 0 – 1 | A. D. Alcorcón               | Estadio de los Juegos Mediterráneos | 25 de junio | 19:30 | 0 | Galech Apezteguía    | 7 | 0 |
| Rayo Vallecano     | 1 – 1 | Sporting                     | Vallecas                            | 25 de junio | 19:30 | 0 | Milla Alvendiz       | 5 | 0 |
| Real Oviedo        | 0 – 0 | C. F. Fuenlabrada            | Carlos Tartiere                     | 25 de junio | 21:45 | 0 | López Toca           | 6 | 0 |

| R. C. Deportivo de La Coruña | 2 – 1 | S. D. Ponferradina | Riazor              | 27 de junio | 17:00 | 0 | Pulido Santana              | 5 | 0 |
| Cádiz C. F.                  | 0 – 2 | C. D. Tenerife     | Ramón de Carranza   | 27 de junio | 19:30 | 0 | Moreno Aragón               | 8 | 1 |
| U. D. Las Palmas             | 1 – 1 | Elche C. F.        | Gran Canaria        | 27 de junio | 19:30 | 0 | Sagués Oscoz                | 6 | 0 |
| Racing de Santander          | 1 – 2 | Albacete Balompié  | El Sardinero        | 27 de junio | 19:45 | 0 | Gorostegui Fernández-Ortega | 6 | 1 |
| C. D. Mirandés               | 2 – 2 | U. D. Almería      | Municipal de Anduva | 28 de junio | 17:00 | 0 | Vicandi Garrido             | 5 | 1 |
| Sporting                     | 2 – 0 | C. D. Lugo         | El Molinón          | 28 de junio | 17:00 | 0 | Ocón Arráiz                 | 2 | 0 |
| Málaga C. F.                 | 2 – 0 | Girona C. F.       | La Rosaleda         | 28 de junio | 19:30 | 0 | Muñiz Ruiz                  | 8 | 2 |
| C. D. Numancia               | 1 – 0 | Real Oviedo        | Los Pajaritos       | 28 de junio | 19:30 | 0 | Ais Reig                    | 5 | 1 |
| C. F. Fuenlabrada            | 1 – 1 | Extremadura U. D.  | Fernando Torres     | 28 de junio | 21:45 | 0 | Figueroa Vázquez            | 1 | 0 |
| A. D. Alcorcón               | 3 – 2 | Rayo Vallecano     | Santo Domingo       | 29 de junio | 21:00 | 0 | Iglesias Villanueva         | 7 | 0 |
| Real Zaragoza                | 0 – 1 | S. D. Huesca       | La Romareda         | 29 de junio | 21:45 | 0 | Díaz de Mera Escuderos      | 8 | 0 |

| C. D. Tenerife     | 1 – 1 | R. C. Deportivo de La Coruña | Heliodoro Rodríguez López           | 30 de junio | 19:30 | 0 | Ortiz Arias          | 5 | 0 |
| Elche C. F.        | 0 – 0 | Cádiz C. F.                  | Martínez Valero                     | 30 de junio | 21:45 | 0 | De la Fuente Ramos   | 5 | 0 |
| U. D. Almería      | 1 – 0 | Sporting                     | Estadio de los Juegos Mediterráneos | 1 de julio  | 19:30 | 0 | López Toca           | 3 | 0 |
| C. D. Lugo         | 3 – 1 | C. D. Numancia               | Anxo Carro                          | 1 de julio  | 19:30 | 0 | Arcediano Monescillo | 6 | 0 |
| Real Oviedo        | 1 – 0 | C. D. Mirandés               | Carlos Tartiere                     | 1 de julio  | 19:30 | 0 | Galech Apezteguía    | 4 | 0 |
| Extremadura U. D.  | 3 – 1 | Racing de Santander          | Francisco de la Hera                | 1 de julio  | 21:45 | 0 | Varón Aceitón        | 3 | 0 |
| S. D. Ponferradina | 0 – 3 | C. F. Fuenlabrada            | El Toralín                          | 1 de julio  | 21:45 | 0 | Muñiz Ruiz           | 6 | 0 |
| S. D. Huesca       | 1 – 0 | U. D. Las Palmas             | El Alcoraz                          | 2 de julio  | 19:30 | 0 | González Esteban     | 2 | 1 |
| Albacete Balompié  | 1 – 1 | A. D. Alcorcón               | Carlos Belmonte                     | 2 de julio  | 20:00 | 0 | Areces Franco        | 7 | 1 |
| Rayo Vallecano     | 0 – 0 | Málaga C. F.                 | Vallecas                            | 2 de julio  | 21:45 | 0 | Trujillo Suárez      | 7 | 0 |
| Girona C. F.       | 1 – 0 | Real Zaragoza                | Montilivi                           | 3 de julio  | 19:30 | 0 | Milla Alvendiz       | 6 | 0 |

| C. D. Numancia               | 1 – 0 | Extremadura U. D.  | Los Pajaritos                       | 4 de julio | 17:00 | 0 | Moreno Aragón               | 9 | 0 |
| Racing de Santander          | 1 – 2 | Elche C. F.        | El Sardinero                        | 4 de julio | 17:00 | 0 | Pulido Santana              | 7 | 0 |
| U. D. Almería                | 1 – 2 | C. D. Tenerife     | Estadio de los Juegos Mediterráneos | 4 de julio | 19:30 | 0 | Sagués Oscoz                | 6 | 1 |
| Cádiz C. F.                  | 2 – 0 | Real Oviedo        | Ramón de Carranza                   | 4 de julio | 21:45 | 0 | Iglesias Villanueva         | 6 | 1 |
| C. F. Fuenlabrada            | 2 – 2 | C. D. Mirandés     | Fernando Torres                     | 4 de julio | 21:45 | 0 | Ávalos Barrera              | 4 | 1 |
| R. C. Deportivo de La Coruña | 2 – 1 | S. D. Huesca       | Riazor                              | 5 de julio | 17:00 | 0 | Ais Reig                    | 4 | 0 |
| U. D. Las Palmas             | 3 – 0 | S. D. Ponferradina | Gran Canaria                        | 5 de julio | 19:30 | 0 | Díaz de Mera Escuderos      | 7 | 0 |
| Málaga C. F.                 | 0 – 0 | Albacete Balompié  | La Rosaleda                         | 5 de julio | 19:30 | 0 | Vicandi Garrido             | 6 | 1 |
| A. D. Alcorcón               | 2 – 2 | C. D. Lugo         | Santo Domingo                       | 5 de julio | 21:45 | 0 | González Esteban            | 8 | 0 |
| Sporting                     | 0 – 0 | Girona C. F.       | El Molinón                          | 6 de julio | 19:30 | 0 | Gorostegui Fernández-Ortega | 2 | 0 |
| Real Zaragoza                | 2 – 4 | Rayo Vallecano     | La Romareda                         | 6 de julio | 21:45 | 0 | Ocón Arráiz                 | 8 | 0 |

| C. D. Mirandés     | 1 – 0 | Elche C. F.                  | Municipal de Anduva       | 7 de julio | 19:30 | 0 | Varón Aceitón        | 3 | 0 |
| C. F. Fuenlabrada  | 1 – 0 | Racing de Santander          | Fernando Torres           | 7 de julio | 20:30 | 0 | Milla Alvendiz       | 3 | 0 |
| Extremadura U. D.  | 0 – 1 | Cádiz C. F.                  | Francisco de la Hera      | 7 de julio | 21:45 | 0 | Ortiz Arias          | 4 | 0 |
| Málaga C. F.       | 1 – 0 | R. C. Deportivo de La Coruña | La Rosaleda               | 8 de julio | 19:30 | 0 | López Toca           | 5 | 0 |
| Real Oviedo        | 2 – 1 | U. D. Las Palmas             | Carlos Tartiere           | 8 de julio | 19:30 | 0 | Muñiz Ruiz           | 4 | 0 |
| S. D. Huesca       | 2 – 1 | A. D. Alcorcón               | El Alcoraz                | 8 de julio | 21:45 | 0 | Arcediano Monescillo | 4 | 0 |
| S. D. Ponferradina | 0 – 1 | C. D. Lugo                   | El Toralín                | 8 de julio | 21:45 | 0 | Areces Franco        | 7 | 0 |
| Albacete Balompié  | 1 – 1 | Sporting                     | Carlos Belmonte           | 9 de julio | 19:30 | 0 | Trujillo Suárez      | 7 | 1 |
| Rayo Vallecano     | 3 – 2 | C. D. Numancia               | Vallecas                  | 9 de julio | 20:30 | 0 | Galech Apezteguía    | 7 | 1 |
| Girona C. F.       | 1 – 0 | U. D. Almería                | Montilivi                 | 9 de julio | 21:45 | 0 | De la Fuente Ramos   | 4 | 1 |
| C. D. Tenerife     | 1 – 1 | Real Zaragoza                | Heliodoro Rodríguez López | 9 de julio | 21:45 | 0 | Figueroa Vázquez     | 7 | 0 |

| Racing de Santander          | 1 – 0 | S. D. Huesca       | El Sardinero                        | 11 de julio | 17:00 | 0 | Iglesias Villanueva    | 2 | 0 |
| U. D. Las Palmas             | 1 – 0 | C. D. Mirandés     | Gran Canaria                        | 11 de julio | 19:30 | 0 | Moreno Aragón          | 6 | 0 |
| Cádiz C. F.                  | 0 – 1 | C. F. Fuenlabrada  | Ramón de Carranza                   | 11 de julio | 21:45 | 0 | Pulido Santana         | 5 | 0 |
| R. C. Deportivo de La Coruña | 2 – 3 | Extremadura U. D.  | Riazor                              | 12 de julio | 17:00 | 0 | Arcediano Monescillo   | 2 | 0 |
| C. D. Lugo                   | 2 – 2 | Girona C. F.       | Anxo Carro                          | 12 de julio | 19:30 | 0 | Ais Reig               | 5 | 0 |
| C. D. Numancia               | 1 – 0 | S. D. Ponferradina | Los Pajaritos                       | 12 de julio | 19:30 | 0 | Vicandi Garrido        | 5 | 0 |
| Real Zaragoza                | 2 – 4 | Real Oviedo        | La Romareda                         | 12 de julio | 21:45 | 0 | Sagués Oscoz           | 4 | 0 |
| U. D. Almería                | 3 – 2 | Rayo Vallecano     | Estadio de los Juegos Mediterráneos | 13 de julio | 19:30 | 0 | Ávalos Barrera         | 5 | 0 |
| Sporting                     | 2 – 1 | Málaga C. F.       | El Molinón                          | 13 de julio | 19:30 | 0 | Díaz de Mera Escuderos | 3 | 0 |
| A. D. Alcorcón               | 0 – 0 | C. D. Tenerife     | Santo Domingo                       | 13 de julio | 21:45 | 0 | Ocón Arráiz            | 7 | 0 |
| Elche C. F.                  | 2 – 0 | Albacete Balompié  | Martínez Valero                     | 13 de julio | 21:45 | 0 | González Esteban       | 5 | 0 |

| Albacete Balompié  | 4 - 1 | Real Zaragoza                | Carlos Belmonte           | 17 de julio | 21:00 | 0 | Gorostegui Fernández-Ortega | 4 | 0 |
| Rayo Vallecano     | 2 - 2 | U. D. Las Palmas             | Vallecas                  | 17 de julio | 21:00 | 0 | Milla Alvendiz              | 9 | 0 |
| Real Oviedo        | 1 - 0 | Racing de Santander          | Carlos Tartiere           | 17 de julio | 21:00 | 0 | Trujillo Suárez             | 4 | 0 |
| S. D. Ponferradina | 2 - 1 | U. D. Almería                | El Toralín                | 17 de julio | 21:00 | 0 | Ortiz Arias                 | 6 | 0 |
| Málaga C. F.       | 2 - 0 | A. D. Alcorcón               | La Rosaleda               | 17 de julio | 21:00 | 0 | Varón Aceitón               | 4 | 0 |
| C. D. Mirandés     | 1 - 0 | R. C. Deportivo de La Coruña | Municipal de Anduva       | 17 de julio | 21:00 | 0 | Areces Franco               | 7 | 0 |
| S. D. Huesca       | 3 - 0 | C. D. Numancia               | El Alcoraz                | 17 de julio | 21:00 | 0 | López Toca                  | 2 | 0 |
| Girona C. F.       | 2 - 1 | Cádiz C. F.                  | Montilivi                 | 17 de julio | 21:00 | 0 | Muñiz Ruiz                  | 6 | 1 |
| C. F. Fuenlabrada  | 3 - 1 | Elche C. F.                  | Fernando Torres           | 17 de julio | 21:00 | 0 | Figueroa Vázquez            | 9 | 0 |
| Extremadura U. D.  | 2 - 0 | Sporting                     | Francisco de la Hera      | 17 de julio | 21:00 | 0 | Galech Apezteguía           | 6 | 0 |
| C. D. Tenerife     | 1 - 2 | C. D. Lugo                   | Heliodoro Rodríguez López | 17 de julio | 21:00 | 0 | De la Fuente Ramos          | 3 | 1 |

| U. D. Las Palmas             | 5 - 1 | Extremadura U. D.  | Gran Canaria                        | 20 de julio | 18:30 | 0 | Iglesias Villanueva    | 3 | 0 |
| A. D. Alcorcón               | 2 - 0 | Girona C. F.       | Santo Domingo                       | 20 de julio | 21:00 | 0 | Pulido Santana         | 1 | 0 |
| Sporting                     | 0 - 1 | S. D. Huesca (C)   | El Molinón                          | 20 de julio | 21:00 | 0 | Sagués Oscoz           | 4 | 0 |
| Racing de Santander          | 1 - 2 | Rayo Vallecano     | El Sardinero                        | 20 de julio | 21:00 | 0 | González Esteban       | 6 | 0 |
| C. D. Numancia               | 2 - 1 | C. D. Tenerife     | Los Pajaritos                       | 20 de julio | 21:00 | 0 | Ávalos Barrera         | 3 | 0 |
| C. D. Lugo                   | 2 - 1 | C. D. Mirandés     | Anxo Carro                          | 20 de julio | 21:00 | 0 | Ocón Arráiz            | 4 | 0 |
| Elche C. F.                  | 2 - 1 | Real Oviedo        | Martínez Valero                     | 20 de julio | 21:00 | 0 | Moreno Aragón          | 7 | 0 |
| Cádiz C. F.                  | 0 - 1 | Albacete Balompié  | Ramón de Carranza                   | 20 de julio | 21:00 | 0 | Vicandi Garrido        | 2 | 0 |
| U. D. Almería                | 0 - 0 | Málaga C. F.       | Estadio de los Juegos Mediterráneos | 20 de julio | 21:00 | 0 | Ais Reig               | 3 | 0 |
| Real Zaragoza                | 2 - 1 | S. D. Ponferradina | La Romareda                         | 20 de julio | 21:00 | 0 | Arcediano Monescillo   | 2 | 0 |
| R. C. Deportivo de La Coruña | 2 - 1 | C. F. Fuenlabrada  | Riazor                              | 7 de agosto | 20:00 | 0 | Díaz de Mera Escuderos | 3 | 0 |

### Tabla de resultados cruzados
| Local \ Visitante   | ALB | ALC | ALM | CAD | DEP | ELC | EXT | FUE | GIR | HUE | LPA | LUG | MGA | MIR | NUM | PON | RAC | RAY | OVI | SPO | TEN | ZAR |
| ------------------- | --- | --- | --- | --- | --- | --- | --- | --- | --- | --- | --- | --- | --- | --- | --- | --- | --- | --- | --- | --- | --- | --- |
| Albacete            | —   | 1–1 | 0–1 | 1–0 | 0–1 | 0–1 | 1–1 | 1–1 | 1–0 | 2–2 | 0–0 | 0–1 | 1–0 | 1–2 | 2–1 | 1–1 | 0–0 | 1–1 | 1–2 | 1–1 | 0–4 | 4–1 |
| Alcorcón            | 0–1 | —   | 2–2 | 3–0 | 0–1 | 1–2 | 0–2 | 1–1 | 2–0 | 0–2 | 1–1 | 2–2 | 1–0 | 1–2 | 2–2 | 3–1 | 1–0 | 3–2 | 1–3 | 0–2 | 0–0 | 0–3 |
| Almería             | 3–0 | 0–1 | —   | 1–2 | 4–0 | 0–2 | 3–2 | 0–0 | 3–1 | 1–0 | 0–1 | 0–0 | 0–0 | 3–1 | 2–0 | 2–3 | 0–1 | 3–2 | 2–0 | 1–0 | 1–2 | 1–1 |
| Cádiz               | 0–1 | 1–1 | 2–1 | —   | 0–0 | 0–0 | 2–1 | 0–1 | 2–0 | 1–0 | 2–0 | 2–1 | 0–1 | 3–3 | 2–4 | 3–1 | 1–0 | 1–1 | 2–0 | 3–1 | 0–2 | 1–1 |
| Deportivo La Coruña | 0–1 | 0–0 | 0–0 | 1–0 | —   | 1–3 | 2–3 | 2–1 | 2–2 | 2–1 | 2–1 | 0–0 | 0–2 | 1–1 | 3–3 | 2–1 | 2–1 | 3–3 | 3–2 | 0–0 | 2–1 | 1–3 |
| Elche               | 2–0 | 1–1 | 1–1 | 0–0 | 0–1 | —   | 1–1 | 0–2 | 1–0 | 1–1 | 2–3 | 1–1 | 2–0 | 4–2 | 2–0 | 1–0 | 2–0 | 1–1 | 2–1 | 0–1 | 1–1 | 1–2 |
| Extremadura         | 0–1 | 0–0 | 1–2 | 0–1 | 2–0 | 2–0 | —   | 1–2 | 1–3 | 0–1 | 0–1 | 1–0 | 0–0 | 3–2 | 0–0 | 1–1 | 3–1 | 0–3 | 1–2 | 2–0 | 2–4 | 1–2 |
| Fuenlabrada         | 0–1 | 3–4 | 2–2 | 1–0 | 1–1 | 3–1 | 1–1 | —   | 0–1 | 3–2 | 0–0 | 0–1 | 0–0 | 2–2 | 2–0 | 1–1 | 1–0 | 2–2 | 2–1 | 2–0 | 1–0 | 2–1 |
| Girona              | 1–1 | 0–0 | 1–0 | 2–1 | 3–1 | 0–2 | 3–1 | 2–0 | —   | 1–0 | 1–0 | 3–1 | 1–0 | 0–3 | 2–0 | 2–0 | 0–0 | 3–1 | 1–1 | 1–1 | 1–0 | 1–0 |
| Huesca              | 0–1 | 2–1 | 3–2 | 1–1 | 3–1 | 2–0 | 2–2 | 2–0 | 1–0 | —   | 1–0 | 2–1 | 2–0 | 1–2 | 3–0 | 2–0 | 1–1 | 0–2 | 3–1 | 1–0 | 2–1 | 2–1 |
| Las Palmas          | 3–2 | 1–1 | 0–3 | 1–2 | 3–0 | 1–1 | 5–1 | 1–3 | 0–0 | 0–1 | —   | 1–0 | 1–1 | 1–0 | 3–1 | 3–0 | 2–2 | 1–1 | 3–1 | 1–0 | 0–0 | 0–1 |
| Lugo                | 1–0 | 2–4 | 0–4 | 1–1 | 0–0 | 2–2 | 0–0 | 2–0 | 2–2 | 3–2 | 0–2 | —   | 0–0 | 2–1 | 3–1 | 2–2 | 1–1 | 1–0 | 1–0 | 1–2 | 1–4 | 1–3 |
| Málaga              | 0–0 | 2–0 | 0–1 | 1–2 | 1–0 | 3–3 | 1–1 | 0–0 | 2–0 | 1–3 | 1–1 | 1–1 | —   | 2–2 | 2–1 | 1–0 | 2–0 | 1–1 | 2–1 | 0–0 | 2–0 | 0–1 |
| Mirandés            | 1–1 | 2–2 | 2–2 | 1–2 | 1–0 | 1–0 | 2–0 | 2–1 | 1–1 | 2–0 | 2–1 | 1–1 | 1–1 | —   | 2–1 | 1–2 | 0–0 | 0–0 | 2–1 | 0–0 | 0–0 | 1–1 |
| Numancia            | 1–0 | 0–1 | 1–1 | 1–2 | 0–1 | 1–1 | 1–0 | 1–0 | 2–0 | 1–0 | 1–1 | 3–1 | 0–0 | 2–0 | —   | 1–0 | 1–2 | 2–2 | 1–0 | 2–0 | 2–1 | 0–1 |
| Ponferradina        | 1–1 | 1–1 | 2–1 | 0–0 | 2–0 | 2–1 | 0–0 | 0–3 | 1–1 | 3–1 | 0–2 | 0–1 | 1–0 | 2–0 | 1–1 | —   | 1–1 | 1–1 | 2–1 | 1–0 | 4–0 | 1–1 |
| Racing              | 1–2 | 1–1 | 1–1 | 1–2 | 1–1 | 1–2 | 3–0 | 2–2 | 0–3 | 1–0 | 1–1 | 1–2 | 0–1 | 4–0 | 0–0 | 2–2 | —   | 1–2 | 1–1 | 0–2 | 1–2 | 2–2 |
| Rayo Vallecano      | 1–0 | 1–1 | 1–1 | 1–1 | 3–1 | 2–3 | 1–1 | 1–0 | 1–0 | 2–0 | 2–2 | 1–0 | 0–0 | 2–2 | 3–2 | 1–3 | 2–0 | —   | 1–1 | 1–1 | 2–1 | 0–1 |
| Real Oviedo         | 3–1 | 1–2 | 0–0 | 0–2 | 2–2 | 0–2 | 1–1 | 0–0 | 4–2 | 1–1 | 2–1 | 1–1 | 1–1 | 1–0 | 1–1 | 0–0 | 1–0 | 2–1 | —   | 0–0 | 1–0 | 2–2 |
| Sporting            | 2–0 | 1–3 | 4–2 | 1–0 | 1–1 | 1–0 | 0–1 | 1–0 | 0–0 | 0–1 | 4–0 | 2–0 | 2–1 | 2–2 | 0–1 | 1–0 | 1–1 | 1–1 | 0–1 | —   | 0–2 | 4–0 |
| Tenerife            | 4–2 | 0–0 | 1–3 | 1–1 | 1–1 | 1–0 | 1–2 | 0–1 | 1–0 | 0–0 | 0–0 | 1–2 | 0–0 | 4–1 | 3–2 | 1–0 | 3–3 | 0–0 | 0–1 | 2–1 | —   | 1–1 |
| Real Zaragoza       | 0–1 | 1–3 | 0–2 | 0–2 | 3–1 | 1–0 | 3–1 | 0–0 | 3–3 | 0–1 | 3–0 | 0–0 | 2–2 | 1–2 | 1–0 | 2–1 | 2–0 | 2–4 | 2–4 | 2–0 | 2–0 | —   |

## Promoción de ascenso a Primera División

### Clasificados
- Real Zaragoza
- Almería
- Girona
- Elche

### Cuadro
|  | Semifinales         | Semifinales       | Semifinales       |   |                    | Final             | Final             | Final             |  |
|  | 13 y 16 de agosto   | 13 y 16 de agosto | 13 y 16 de agosto |   |                    | 20 y 23 de agosto | 20 y 23 de agosto | 20 y 23 de agosto |  |
|  |                     |                   |                   |   |                    |                   |                   |                   |  |
|  |                     |                   |                   |   |                    |                   |                   |                   |  |
|  | U. D. Almería (4.º) | 0                 | 1                 |   |                    |                   |                   |                   |  |
|  | U. D. Almería (4.º) | 0                 | 1                 |   |                    |                   |                   |                   |  |
|  | Girona F. C. (5.º)  | 1                 | 2                 |   |                    |                   |                   |                   |  |
|  | Girona F. C. (5.º)  | 1                 | 2                 |   | Girona F. C. (5.º) | 0                 | 0                 |                   |  |
|  |                     |                   |                   |   | Girona F. C. (5.º) | 0                 | 0                 |                   |  |
|  |                     |                   | Elche C. F. (6.º) | 0 | 1                  |                   |                   |                   |  |
|  | Real Zaragoza (3.º) | 0                 | Elche C. F. (6.º) | 0 | 1                  | 0                 |                   |                   |  |
|  | Real Zaragoza (3.º) | 0                 |                   |   |                    | 0                 |                   |                   |  |
|  | Elche C. F. (6.º)   | 0                 | 1                 |   |                    |                   |                   |                   |  |
|  | Elche C. F. (6.º)   | 0                 | 1                 |   |                    |                   |                   |                   |  |
|  |                     |                   |                   |   |                    |                   |                   |                   |  |

### Semifinales

#### Real Zaragoza-Elche C. F.
| Ida; 13 de agosto de 2020 | Elche C. F. | 0:0     | Real Zaragoza | Martínez Valero, Elche                                                 |                                                                        |
| 22:00                     |             | Reporte |               | Asistencia: 0 espectadores Árbitro(s): Ávalos Barrera VAR: Ortiz Arias | Asistencia: 0 espectadores Árbitro(s): Ávalos Barrera VAR: Ortiz Arias |

| Vuelta; 16 de agosto de 2020 | Real Zaragoza | 0:1 (0:0) (Global 0:1) | Elche C. F. | La Romareda, Zaragoza                                                       |                                                                             |
| 22:00                        |               | Reporte                | 81' Nino    | Asistencia: 0 espectadores Árbitro(s): Figueroa Vázquez VAR: Milla Alvendiz | Asistencia: 0 espectadores Árbitro(s): Figueroa Vázquez VAR: Milla Alvendiz |

| Pasa a la final Elche C. F. |

#### U. D. Almería-Girona F. C.
| Ida; 13 de agosto de 2020 | Girona F. C. | 1:0 (0:0) | U. D. Almería | Montilivi, Gerona                                                          |                                                                            |
| 19:30                     | - Stuani 54' | Reporte   |               | Asistencia: 0 espectadores Árbitro(s): Iglesias Villanueva VAR: Muñiz Ruiz | Asistencia: 0 espectadores Árbitro(s): Iglesias Villanueva VAR: Muñiz Ruiz |

| Vuelta; 16 de agosto de 2020 | U. D. Almería | 1:2 (1:1) (Global 1:3) | Girona F. C.              | Estadio de los Juegos Mediterráneos, Almería                                          |                                                                                       |
| 19:00                        | Lazo 26'      | Reporte                | 4' Samu Saiz · 84' Stuani | Asistencia: 0 espectadores Árbitro(s): Díaz De Mera Escuderos VAR: De La Fuente Ramos | Asistencia: 0 espectadores Árbitro(s): Díaz De Mera Escuderos VAR: De La Fuente Ramos |

| Pasa a la final Girona F. C. |

### Final

#### Girona F. C.-Elche C. F.
| Ida; 20 de agosto de 2020 | Elche C. F. | 0:0     | Girona F. C. | Martínez Valero, Elche                                                        |                                                                               |
| 22:00                     |             | Reporte |              | Asistencia: 0 espectadores Árbitro(s): Arcediano Monescillo VAR: Sagués Oscoz | Asistencia: 0 espectadores Árbitro(s): Arcediano Monescillo VAR: Sagués Oscoz |

| Vuelta; 23 de agosto de 2020 | Girona F. C. | 0:1 (0:0) (Global 0:1) | Elche C. F.      | Montilivi, Gerona                                                   |                                                                     |
| 22:00                        |              | Reporte                | 90+6' Pere Milla | Asistencia: 0 espectadores Árbitro(s): López Toca VAR: Pérez Pallas | Asistencia: 0 espectadores Árbitro(s): López Toca VAR: Pérez Pallas |

| Asciende a Primera División Elche C. F. |

## Cobertura audiovisual
| Canal              | Canal | N.º de partidos                                         | Tipo de elección                                |
| ------------------ | ----- | ------------------------------------------------------- | ----------------------------------------------- |
| #Vamos             |       | 2 por jornada                                           | 1.ª elección                                    |
| Gol                |       | 2 por jornada                                           | 2.ª elección                                    |
| Movistar LaLiga    |       | 11 por jornada (todos en directo excepto los de #Vamos) | 3.ª elección                                    |
| Televisión Canaria |       | 1 partido por jornada                                   | 1.ª elección, incluye siempre un equipo canario |

## Estadísticas

### Máximos goleadores
| Pos. | Jugador          | Equipo            | Goles | Partidos | Penaltis |
| ---- | ---------------- | ----------------- | ----- | -------- | -------- |
| 1º   | Cristhian Stuani | Girona F.C.       | 29    | 36       | 11       |
| 2.º  | Luis Suárez      | Real Zaragoza     | 19    | 38       | 3        |
| 3.º  | Yuri de Souza    | S.D. Ponferradina | 18    | 42       | 6        |
| 4.º  | Darwin Núñez     | U.D. Almería      | 16    | 30       | 5        |
| -    | Stoichkov        | A.D. Alcorcón     | 16    | 40       | 7        |

### Récords
- Primer gol de la temporada: Adrián del Málaga C. F. contra el Racing de Santander (17 de agosto de 2019)

- Gol más tempranero: 0 minuto y 24 segundos: Rui Costa de la A. D. Alcorcón contra el C. D. Lugo (5 de julio de 2020)

- Gol más tardío: 101 minutos y 52 segundos: Pita del C. D. Lugo contra el Málaga C. F. (21 de diciembre de 2019)

- Mayor número de goles marcados en un partido: 7 goles en el C. F. Fuenlabrada contra A. D. Alcorcón (3–4) (1 de marzo de 2020)

- Partido con más penaltis: (2 penaltis) Rayo Vallecano vs. C. D. Mirandés (2–2) (17 de agosto de 2019)

- Partido con más espectadores: (28.098) Real Zaragoza contra R. C. D. La Coruña (23 de febrero de 2020)

- Partido con menos espectadores (antes de la pandemia de COVID-19): (2.841) C. D. Lugo contra Extremadura U. D. (17 de agosto de 2019)

- Mayor victoria local: (5-1) Las Palmas contra Extremadura U. D. (20 de julio de 2020)

- Mayor victoria visitante: (0-4) Albacete Balompié contra C. D. Tenerife (15 de septiembre de 2019})

### Tripletes o más
A continuación se detallan los tripletes conseguidos a lo largo de la temporada.
| Fecha     | Jugador          | Goles       | Local        |                                    | Resultado |                                   | Visitante      | Rep.       |
| --------- | ---------------- | ----------- | ------------ | ---------------------------------- | --------- | --------------------------------- | -------------- | ---------- |
| 8/9/2019  | Cristhian Stuani | 28' 57' 89' | Girona F. C. | Bandera de Cataluña                | 3 – 1     | Bandera de la Comunidad de Madrid | Rayo Vallecano | Jornada 4  |
| 3/11/2019 | Fidel Chaves     | 5' 29' 60'  | Elche C. F.  | Bandera de la Comunidad Valenciana | 4 – 2     | Bandera de Castilla y León        | C. D. Mirandés | Jornada 14 |
| 8/12/2019 | Cristhian Stuani | 2' 68' 83'  | Girona F. C. | Bandera de Cataluña                | 3 – 1     | Bandera de Galicia                | C. D. Lugo     | Jornada 19 |

### Autogoles
A continuación se detallan los autogoles marcados a lo largo de la temporada.
| Fecha      | Jugador           | Minuto     | Local                  |                                    | Resultado |                                    | Visitante           | Rep.       |
| ---------- | ----------------- | ---------- | ---------------------- | ---------------------------------- | --------- | ---------------------------------- | ------------------- | ---------- |
| 18/8/2019  | Michele Somma     | 2 - 1, 69' | Deportivo de La Coruña | Bandera de Galicia                 | 3 – 2     | Bandera de Asturias                | Real Oviedo         | Jornada 1  |
| 23/8/2019  | Pedro Alcalá      | 1 - 0, 81' | Albacete Balompié      | Bandera de Castilla-La Mancha      | 1 – 0     | Bandera de Cataluña                | Girona F. C.        | Jornada 2  |
| 24/8/2019  | Dani Calvo        | 1 - 0, 5'  | A. D. Alcorcón         | Bandera de la Comunidad de Madrid  | 1 – 2     | Bandera de la Comunidad Valenciana | Elche C. F.         | Jornada 2  |
| 1/9/2019   | Nikola Šipčić     | 2 - 0, 46' | S. D. Ponferradina     | Bandera de Castilla y León         | 4 – 0     | Bandera de Canarias                | C. D. Tenerife      | Jornada 3  |
| 14/9/2019  | Pedro Alcalá      | 1 - 0, 31' | Cádiz C. F.            | Bandera de Andalucía               | 2 – 0     | Bandera de Cataluña                | Girona F. C.        | Jornada 5  |
| 18/9/2019  | Iriome González   | 2 - 2, 83' | C. D. Lugo             | Bandera de Galicia                 | 2 – 2     | Bandera de Castilla y León         | S. D. Ponferradina  | Jornada 6  |
| 26/10/2019 | Luis Advíncula    | 0 - 3, 61' | Rayo Vallecano         | Bandera de la Comunidad de Madrid  | 1 – 3     | Bandera de Castilla y León         | S. D. Ponferradina  | Jornada 13 |
| 26/10/2019 | Álex Sola         | 0 - 1, 13' | C. D. Numancia         | Bandera de Castilla y León         | 3 – 1     | Bandera de Galicia                 | C. D. Lugo          | Jornada 13 |
| 16/11/2019 | Josué Sá          | 2 - 0, 53' | C. F. Fuenlabrada      | Bandera de la Comunidad de Madrid  | 3 – 2     | Bandera de Aragón                  | S. D. Huesca        | Jornada 16 |
| 24/11/2019 | Dani Barrio       | 1 - 0, 4'  | U. D. Almería          | Bandera de Andalucía               | 2 – 0     | Bandera de Castilla y León         | C. D. Numancia      | Jornada 17 |
| 6/12/2019  | Juanma Marrero    | 1 - 0, 8'  | Racing de Santander    | Bandera de Cantabria               | 2 – 2     | Bandera de la Comunidad de Madrid  | C. F. Fuenlabrada   | Jornada 19 |
| 15/12/2019 | Juan Cruz         | 2 - 2, 66' | Elche C. F.            | Bandera de la Comunidad Valenciana | 2 – 3     | Bandera de Canarias                | U. D. Las Palmas    | Jornada 20 |
| 21/12/2019 | Carlos Cordero    | 0 - 1, 76' | Sporting               | Bandera de Asturias                | 0 – 1     | Bandera de Extremadura             | Extremadura U. D.   | Jornada 21 |
| 25/1/2020  | Marcelo Djalo     | 2 - 1, 54' | S. D. Huesca           | Bandera de Aragón                  | 2 – 1     | Bandera de Galicia                 | C. D. Lugo          | Jornada 25 |
| 26/1/2020  | Emmanuel Lomotey  | 1 - 0, 57' | Rayo Vallecano         | Bandera de la Comunidad de Madrid  | 1 – 1     | Bandera de Extremadura             | Extremadura U. D.   | Jornada 25 |
| 1/2/2020   | Michele Somma     | 1 - 1, 67' | Deportivo de La Coruña | Bandera de Galicia                 | 2 – 1     | Bandera de Canarias                | U. D. Las Palmas    | Jornada 26 |
| 29/2/2020  | Nikola Maraš      | 1 - 1, 16' | Cádiz C. F.            | Bandera de Andalucía               | 2 – 1     | Bandera de Andalucía               | U. D. Almería       | Jornada 30 |
| 7/3/2020   | Derik Osede       | 0 - 1, 62' | C. D. Numancia         | Bandera de Castilla y León         | 1 – 2     | Bandera de Cantabria               | Racing de Santander | Jornada 31 |
| 18/6/2020  | Luis Perea        | 0 - 1, 18' | A. D. Alcorcón         | Bandera de la Comunidad de Madrid  | 0 – 2     | Bandera de Asturias                | Sporting            | Jornada 33 |
| 27/6/2020  | Pablo Trigueros   | 2 - 1, 92' | Deportivo de La Coruña | Bandera de Galicia                 | 2 – 1     | Bandera de Castilla y León         | S. D. Ponferradina  | Jornada 36 |
| 8/7/2020   | Josué Sá          | 1 - 1, 30' | S. D. Huesca           | Bandera de Aragón                  | 2 – 1     | Bandera de la Comunidad de Madrid  | A. D. Alcorcón      | Jornada 39 |
| 12/7/2020  | Francisco Montero | 1 - 1, 68' | Deportivo de La Coruña | Bandera de Galicia                 | 2 – 3     | Bandera de Extremadura             | Extremadura U. D.   | Jornada 40 |